# Voreppe
Voreppe est une commune française située dans le département de l'Isère, en région Auvergne-Rhône-Alpes.
Positionné dans la partie centrale du département de l'Isère, le territoire de la commune de Voreppe est bordé par l'Isère sur sa limite occidentale et par les falaises du massif de la Chartreuse sur sa partie orientale. Ces dernières faisant face aux falaises du Vercors, située de l'autre côté de l'Isère, le lieu forme un ensemble géologique connu sous le nom de la cluse de Voreppe qui marque ainsi l’entrée des Alpes, et plus précisément le Y grenoblois.
Autrefois rattachée à l'ancienne province royale du Dauphiné, la ville de Voreppe est également le site d'une bataille cruciale entre l'armée allemande et l'armée des Alpes commandée par le général Olry, le 22 juin 1940, cette dernière repoussant victorieusement la tentative d'invasion de la cuvette grenobloise, le jour même de l'armistice.
Ses habitants sont dénommés les Voreppins.

## Géographie

### Situation
Le territoire de Voreppe est approximativement situé au centre du département de l'Isère, dans l'arrondissement de Grenoble et au nord de cette ville. Administrativement, elle est rattachée au canton de Voiron.
Son bourg ancien se positionne sur le flanc de la chaîne de la Chartreuse, mais la commune s'étend jusque dans la vallée de l'Isère, rivière qui marque un coude au niveau de son territoire, face au bec de l'Échaillon pour se diriger dans la direction du sud-ouest.
Son centre-ville se situe à 85 km du centre de Lyon, préfecture de la région Auvergne-Rhône-Alpes et à 25 km de Grenoble, préfecture du département de l'Isère ainsi qu'à 300 km de Marseille et 555 km de Paris.
Le territoire communal est rattaché au parc naturel régional de Chartreuse et à la communauté d'agglomération du Pays voironnais, dont le siège est situé à Voiron, ville située à environ 9 km au nord de Voreppe.

### Description
Le bourg ancien est situé sur les premiers contreforts du massif de la Chartreuse, cependant la petite agglomération a fini par s'étendre de part et d'autre d'une petite combe formée par le torrent de la Roize, puis vers la plaine formée par le bassin de l'Isère.
Le centre-ville reste assez dynamique avec la présence de nombreux commerces placés de part et d'autre d'une petit rue piétonne dénommée Grande-Rue et qui abrite également des bâtiments historiques. La gare ferroviaire et de nombreux quartiers périphériques restant relativement éloignée de ce centre ancien. La ville bénéficie d'un contournement routier permettant de faire baisser le trafic dans le centre-ville de façon notable.
La forêt communale s'étend sur 1 400 hectares et propose douze sentiers de randonnées balisés.

### Climat
Pour des articles plus généraux, voir Climat d'Auvergne-Rhône-Alpes et Climat de l'Isère.
En 2010, le climat de la commune est de type climat des marges montargnardes, selon une étude du Centre national de la recherche scientifique s'appuyant sur une série de données couvrant la période 1971-2000. En 2020, Météo-France publie une typologie des climats de la France métropolitaine dans laquelle la commune est exposée à un climat de montagne ou de marges de montagne et est dans la région climatique Alpes du nord, caractérisée par une pluviométrie annuelle de 1 200 à 1 500 mm, irrégulièrement répartie en été.
Pour la période 1971-2000, la température annuelle moyenne est de 11,3 °C, avec une amplitude thermique annuelle de 18,7 °C. Le cumul annuel moyen de précipitations est de 1 345 mm, avec 9,6 jours de précipitations en janvier et 7,4 jours en juillet. Pour la période 1991-2020, la température moyenne annuelle observée sur la station météorologique de Météo-France la plus proche, « Coublevie », sur la commune de Coublevie à 7 km à vol d'oiseau, est de 13,0 °C et le cumul annuel moyen de précipitations est de 1 121,0 mm,. Pour l'avenir, les paramètres climatiques de la commune estimés pour 2050 selon différents scénarios d'émission de gaz à effet de serre sont consultables sur un site dédié publié par Météo-France en novembre 2022.
| Mois                                  | jan.          | fév.           | mars          | avril         | mai           | juin          | jui.          | août          | sep.          | oct.          | nov.          | déc.           | année      |
| ------------------------------------- | ------------- | -------------- | ------------- | ------------- | ------------- | ------------- | ------------- | ------------- | ------------- | ------------- | ------------- | -------------- | ---------- |
| Température minimale moyenne (°C)     | 0,8           | 1              | 3,9           | 7,4           | 10,6          | 14,4          | 16,4          | 15,6          | 12,6          | 9,2           | 4,6           | 1,2            | 8,1        |
| Température moyenne (°C)              | 3,9           | 4,9            | 8,9           | 13,3          | 16,1          | 20,4          | 22,8          | 21,7          | 18            | 13,6          | 8,1           | 4,4            | 13         |
| Température maximale moyenne (°C)     | 7             | 8,8            | 13,9          | 19,1          | 21,7          | 26,3          | 29,3          | 27,8          | 23,3          | 18            | 11,7          | 7,5            | 17,9       |
| Record de froid (°C) date du record   | −9,8 11.01.10 | −12,7 05.02.12 | −9 01.03.05   | −1,2 04.04.22 | 1,6 06.05.19  | 3,8 01.06.06  | 8,9 15.07.16  | 8,9 15.08.06  | 3,9 27.09.10  | −1 16.10.09   | −7 27.11.05   | −12,2 20.12.09 | −12,7 2012 |
| Record de chaleur (°C) date du record | 16,8 10.01.15 | 21,4 24.02.20  | 25,6 31.03.21 | 30,3 28.04.12 | 33,6 24.05.09 | 38,2 27.06.19 | 40,1 24.07.19 | 39,7 24.08.23 | 32,4 11.09.18 | 28,8 04.10.10 | 23,9 12.11.18 | 19,3 17.12.19  | 40,1 2019  |
| Précipitations (mm)                   | 85,7          | 74             | 91,8          | 85,4          | 122,4         | 99,1          | 89,1          | 86            | 89,6          | 97,9          | 103,9         | 96,1           | 1 121      |

#### Températures minimales et maximales enregistrées en 2012, 2014 et 2016
- 2012

| Mois                              | jan. | fév. | mars | avril | mai  | juin | jui. | août | sep. | oct. | nov. | déc. |
| --------------------------------- | ---- | ---- | ---- | ----- | ---- | ---- | ---- | ---- | ---- | ---- | ---- | ---- |
| Température minimale moyenne (°C) | 0    | −4,7 | 2,3  | 7     | 10,6 | 14,6 | 15,5 | 15,1 | 11,5 | 8,9  | 3,6  | 0,1  |
| Température maximale moyenne (°C) | 7,2  | 4,2  | 18,4 | 17,6  | 23,4 | 26,9 | 27,7 | 29,5 | 23,1 | 18,2 | 12   | 6,6  |

- 2014

| Mois                              | jan. | fév. | mars | avril | mai  | juin | jui. | août | sep. | oct. | nov. | déc. |
| --------------------------------- | ---- | ---- | ---- | ----- | ---- | ---- | ---- | ---- | ---- | ---- | ---- | ---- |
| Température minimale moyenne (°C) | 1,1  | 2,2  | 2,7  | 7,2   | 9,2  | 13,9 | 15,1 | 14,3 | 12,6 | 9,5  | 5    | 1,4  |
| Température maximale moyenne (°C) | 8,9  | 11,3 | 16,4 | 19,9  | 21,5 | 27,6 | 24,8 | 25,4 | 24,4 | 21,3 | 13,9 | 8,1  |

- 2016

| Mois                              | jan. | fév. | mars | avril | mai  | juin | jui. | août | sep. | oct. | nov. | déc. |
| --------------------------------- | ---- | ---- | ---- | ----- | ---- | ---- | ---- | ---- | ---- | ---- | ---- | ---- |
| Température minimale moyenne (°C) | 1,6  | 3    | 2,7  | 7,1   | 9,5  | 14,5 | 15,7 | 14,6 | 12,9 | 7    | 3,9  | −3,8 |
| Température maximale moyenne (°C) | 9,3  | 11,3 | 13,4 | 17,1  | 21,3 | 25,8 | 28,8 | 29,1 | 26,6 | 16,8 | 11,6 | 6,6  |

### Géologie et relief

La cluse de Voreppe (à gauche) depuis le Vercors.

#### Cluse de Voreppe
L'agglomération voreppine s'est construite au pied du plateau du Grand-Ratz, sur le large cône de déjections du torrent de la Roize, au débouché d'une ample dépression, le vallon de Pommiers, un synclinal large d'un kilomètre qui sépare l'ouest de la Chartreuse de l'extrémité sud du massif du Jura, dans cette partie rétrécie de la vallée de l'Isère qu'on appelle la « cluse de Voreppe » ou « cluse de l'Isère ».
La vallée de l'Isère a été façonnée durant les glaciations successives par le passage du glacier de l'Isère qui lui a donné sa forme en « U ». En aval de Grenoble, le glacier, bordé par le massif de la Chartreuse au nord-est et le massif du Vercors au sud-ouest, a coupé transversalement et raboté le massif jurassien qui entravait sa route, dont le Bec de l'Échaillon et la montagne de Ratz constituent les deux rives de la cluse. Le creusement est ancien car il existait déjà une rivière au Miocène. Aucune particularité de la structure géologique ne permet d'expliquer pourquoi cette trouée s'est effectuée à cet emplacement dans les Préalpes françaises. En particulier, il n'y a pas trace, à son emplacement, de faille rompant les plis qu'elle traverse ni d'abaissement de la voûte de ces derniers.

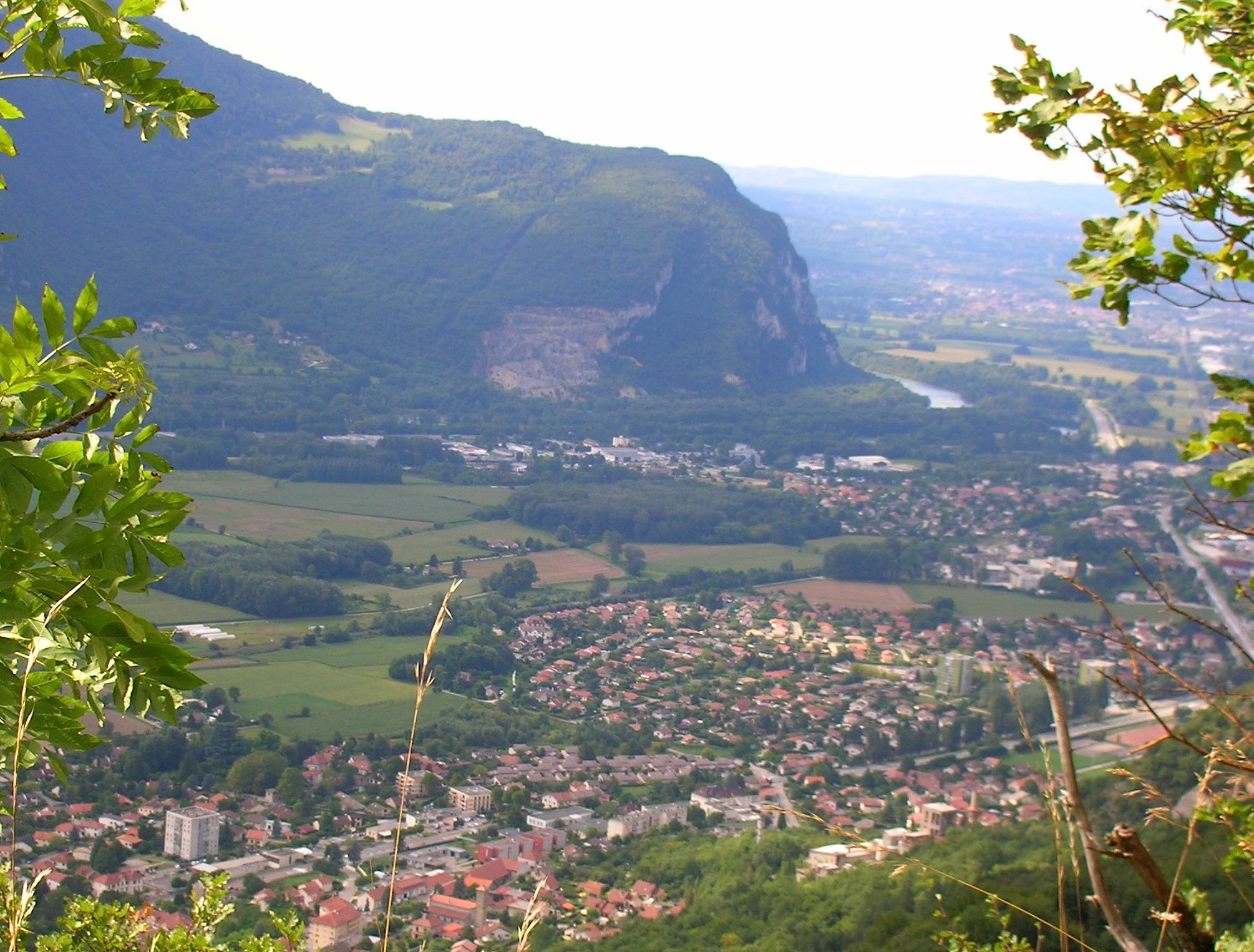
Voreppe depuis le chemin entre Mont-Saint-Martin et la Cheminée.

D'un point de vue altimétrique, la commune possède une assez grande amplitude, le point le plus haut se situe à 1 702 mètres au chalet des Bannettes sur le rocher de Chalves et le plus bas à 185 mètres sur les berges de l'Isère au pied du Bec de l'Échaillon. Les principales élévations de ce village sont les Bannettes (1 702 mètres) qui font partie du Rocher de Lorzier, l'aiguille de Chalais (1 089 mètres) et la Roche Brune (932 mètres) qui domine les bois de la Tençon.

#### Sites géologiques remarquables
En 2014, plusieurs sites géologiques remarquables sont classés à l'« Inventaire du patrimoine géologique » :
- les « structures tectoniques de l'ancienne carrière et cimenterie de Chevalon », au lieu-dit de Sautaret, sont un site d'intérêt tectonique classé « trois étoiles » à l'« Inventaire du patrimoine géologique » ;
- l'ancienne carrière de sables réfractaires d'âge éocène, dite carrière de Malossane, est un site d'intérêt sédimentologique de 0,27 hectare classé « une étoile » à l'« Inventaire du patrimoine géologique ».

### Hydrographie

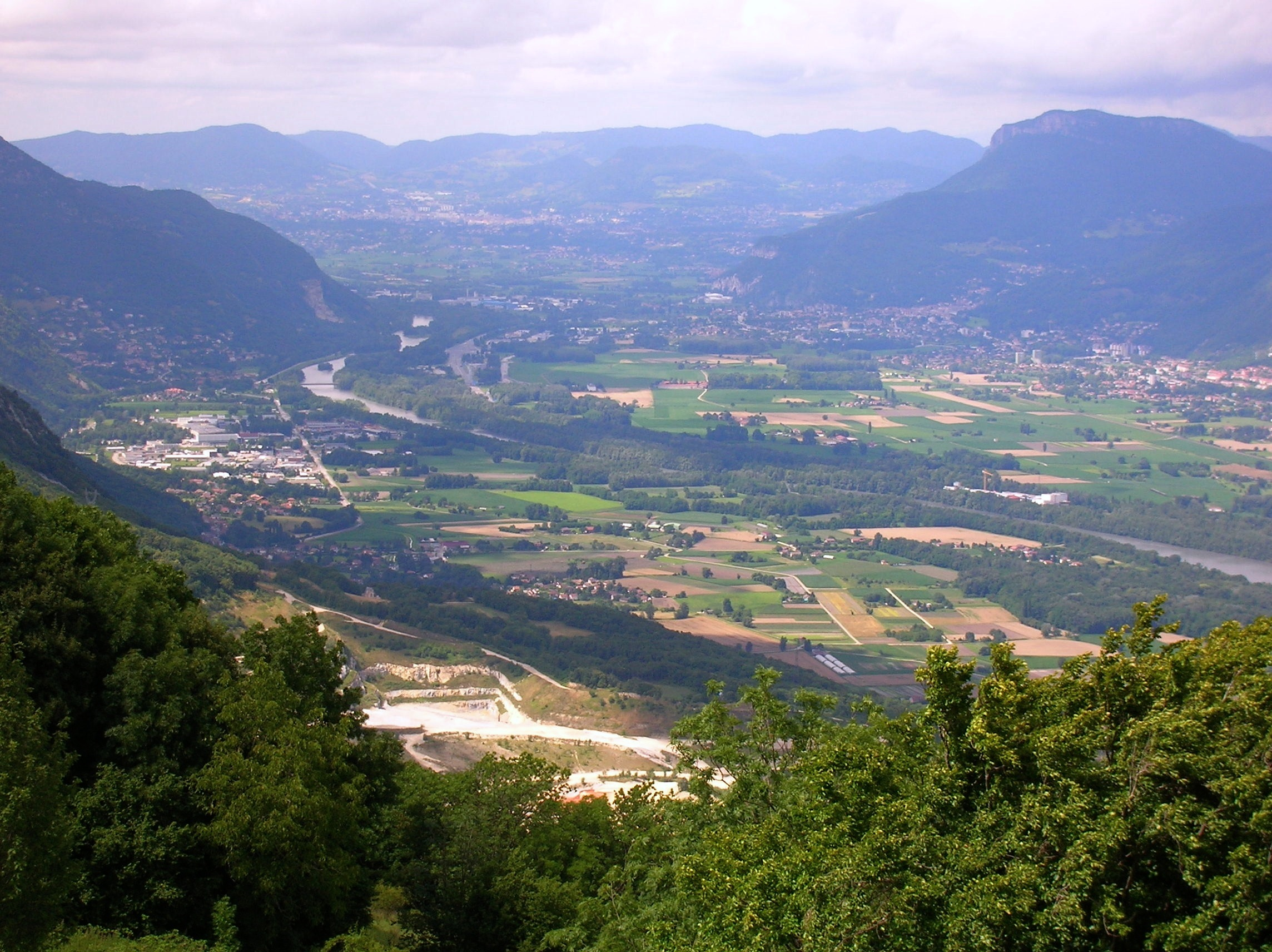
L'Isère dans la cluse de Voreppe.

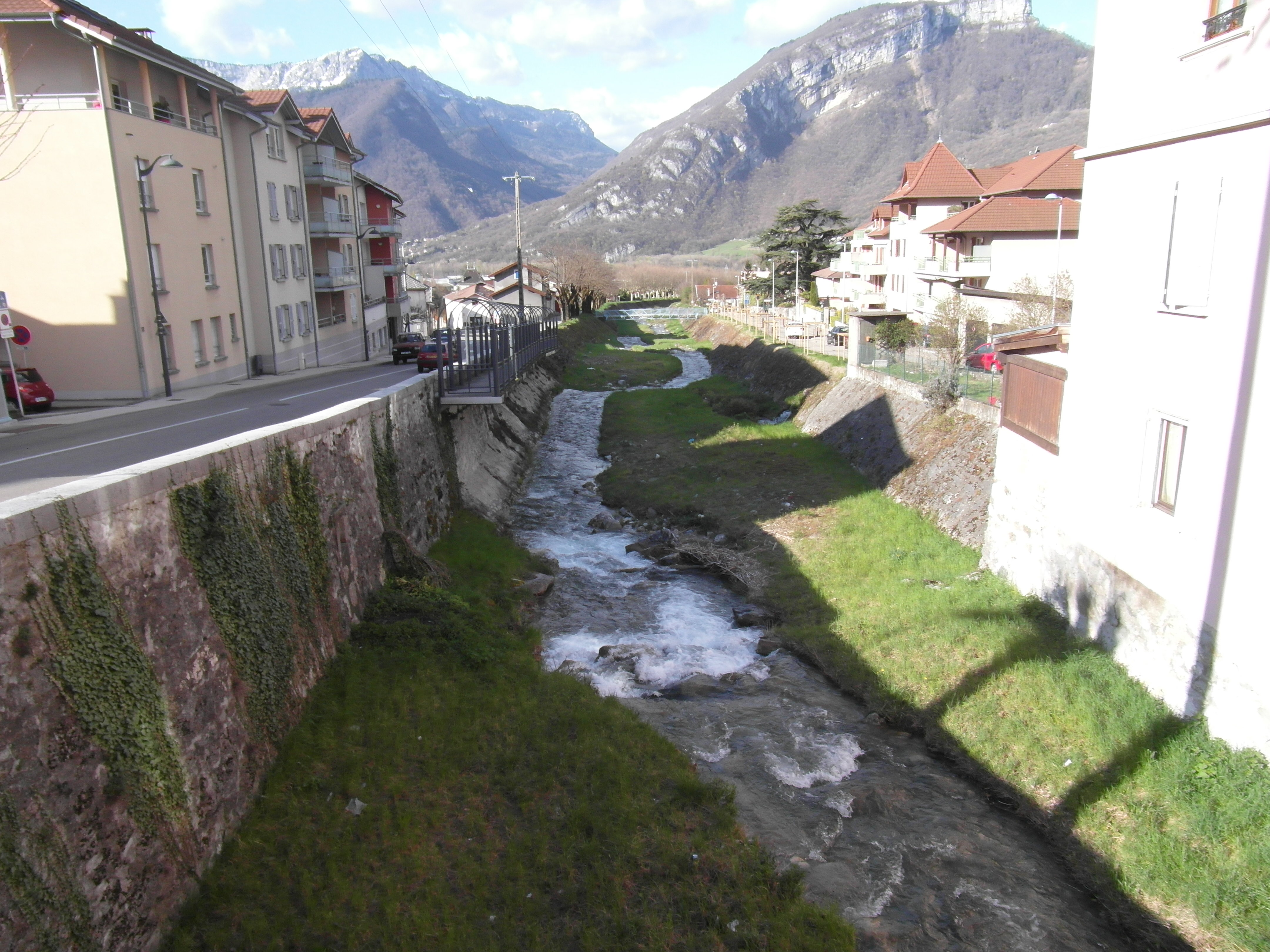
Le torrent de la Roize dans Voreppe.

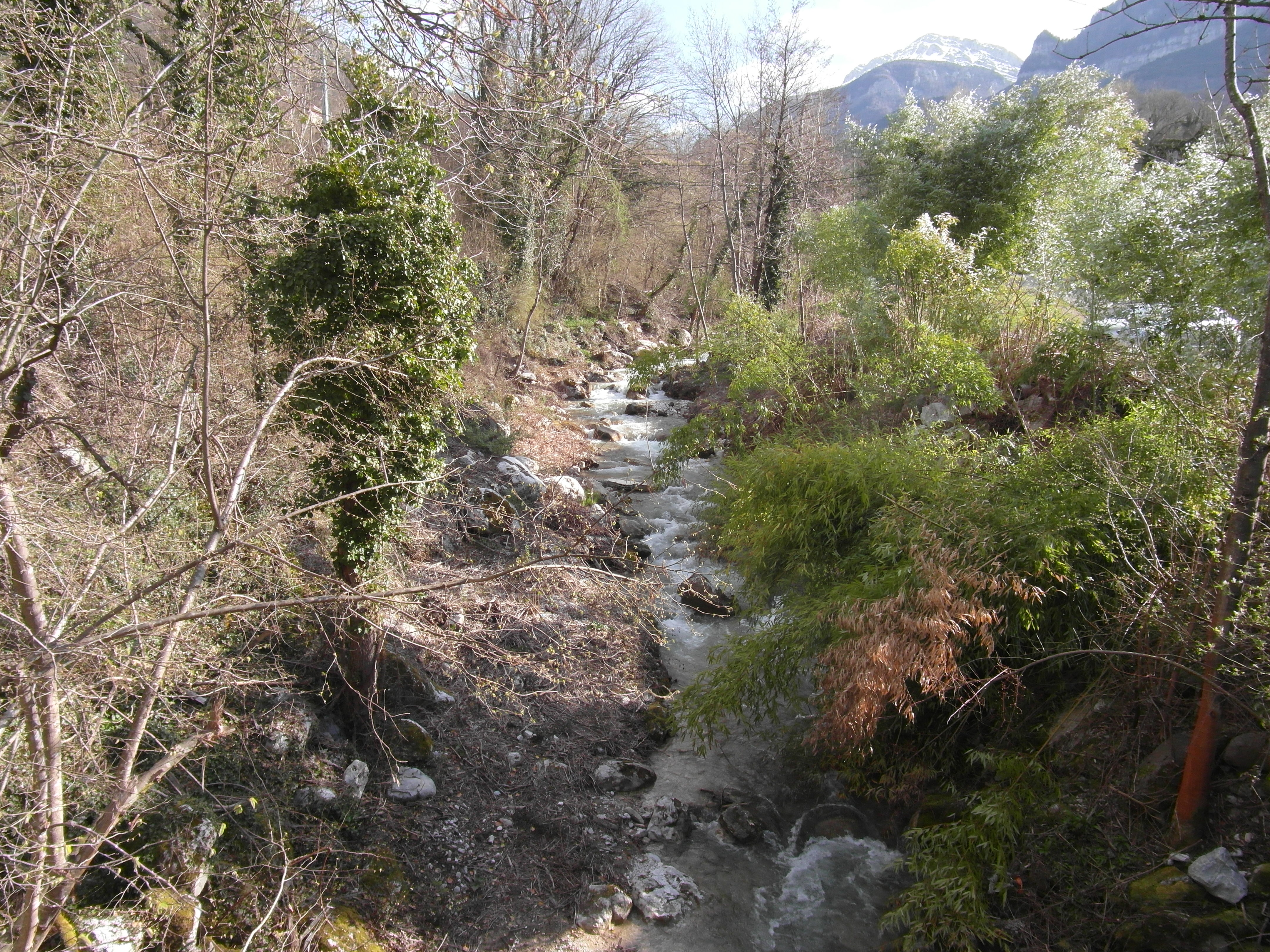
Le torrent de la Roize en amont de Voreppe.

Le territoire communal est sillonné de plusieurs cours d'eau : une rivière, quelques rus et ruisseaux et canaux qui sont ses affluents ou sous-affluents, dont on peut découvrir la liste, ci-dessous :
L'Isère est le principal cours d'eau bordant l'ouest du territoire communal, mais assez loin du bourg ce qui s'explique pour des raisons historiques face aux risques de crues. L'Isère, qui est un des principaux affluent du Rhône, s'écoule à la limite occidentale du territoire voreppin.
La Roize, son principal affluent sur la commune, d'une longueur de 7,74 km, prend sa source sur les premiers reliefs du massif de la Chartreuse pour rejoindre ensuite l’Isère en aval du bourg de Voreppe en empruntant une voie canalisée mais non navigable. Ce torrent compte à son tour trois affluents, le petit ruisseau de la Roizette (2,76 km) qui traverse le village de Pommiers-la-Placette sur la commune de La Sure en Chartreuse, le torrent du Référon (2,37 km) et le ruisseau de la Charminette (2,51 km).
Le cours de la Roize fut autrefois aussi beaucoup utilisé pour actionner des moulins, des scieries et des tanneries.
Il existe également le ruisseau de Fontabert, petit ruisseau qui s'écoule au nord du territoire en limite des communes de La Buisse et de Moirans.
Les canaux
Quatre canaux parcourent le territoire communal :
- le canal de la Vence qui reçoit les eaux de la Roize[15] ;
- le canal du bas Voreppe ;
- le canal de Palluel ;
- le canal du Mondragon.

### Voies de communication et transports

#### Voies routières

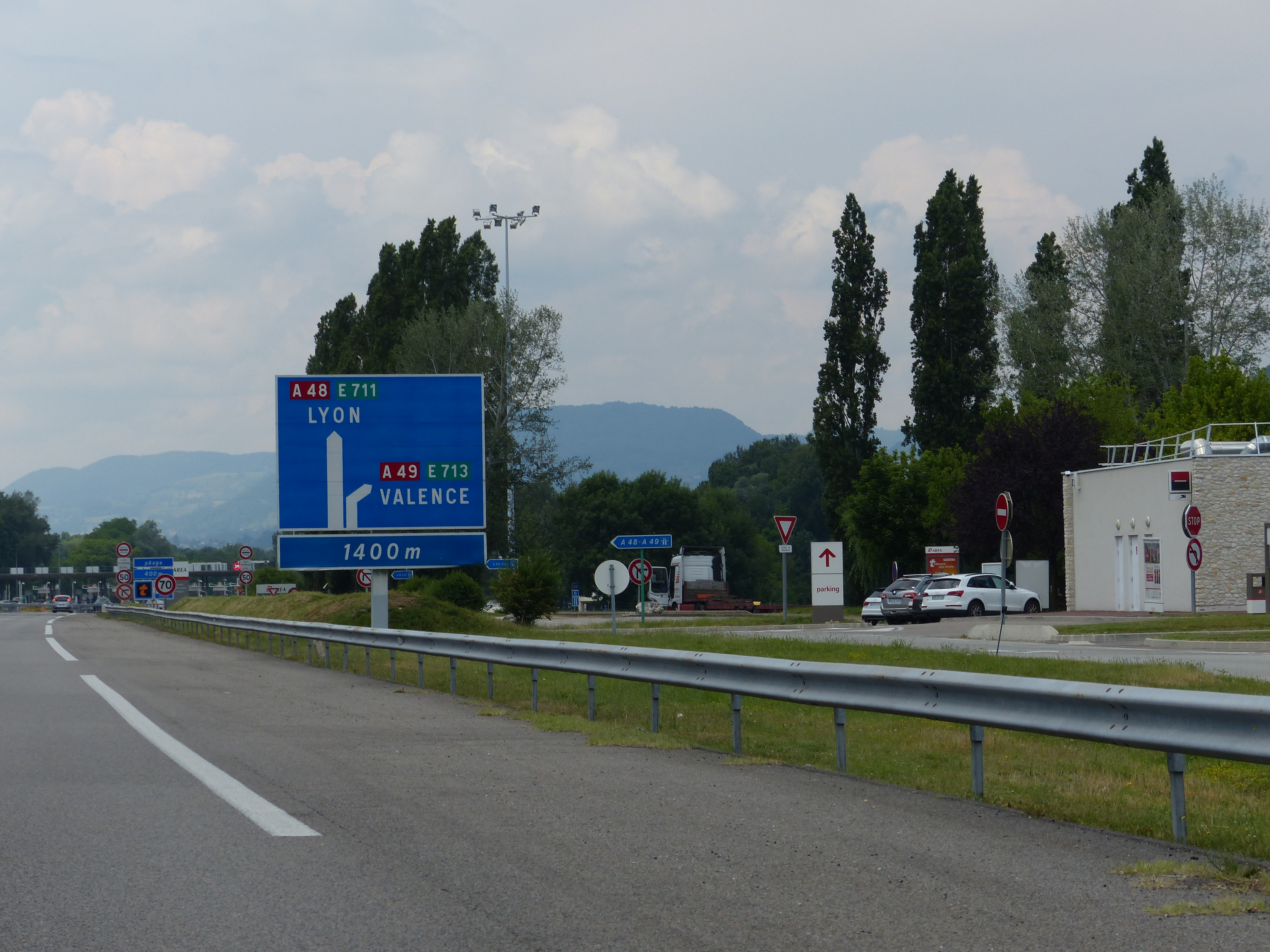
Panneau de bifucartion A48/A49 et barrière de péage de Voreppe

Voreppe héberge sur son territoire l'échangeur autoroutier entre les autoroutes A48 et A49, ainsi que la barrière de péage de ces autoroutes et les aires de service dites « de Voreppe » et de « l'Île Rose ».

##### L'accès par autoroute
L’A48 (autoroute Lyon - Grenoble) est une autoroute permettant la liaison de Lyon à Grenoble. Elle est connectée avec l'Autoroute A49 à Voreppe. Cette autoroute est gérée par la société AREA.
La bretelle de sortie no 13 permet de rejoindre l'entrée est de la commune de Voreppe.
- 13 Voreppe à 51 km : Lyon par RD 1085 et Voiron par RD 1075, Voreppe (demi-échangeur orienté vers Grenoble)

##### L'accès par les routes à grande circulation
La route nationale 75, ou (RN 75), est une ancienne route nationale française reliant Bourg-en-Bresse à Sisteron. Cette route a été déclassée en route départementale 1075 (RD1075), en 2006. Cette route relie la commune à Grenoble vers le sud et à Voiron, Bourg-en-Bresse jusqu'à Tournus par Lacrost, vers le nord. Il existe également une rocade de contournement qui permet d'éviter le centre de la commune.
Cette route est également rejointe par l'ancienne route nationale 85 ou RN 85, aujourd'hui déclassée en RD 1085 et qui relie Bourgoin-Jallieu à Grenoble (en tronçon commun) au Rond-Point de Boreas à l'entrée de la commune.

#### Transport en commun

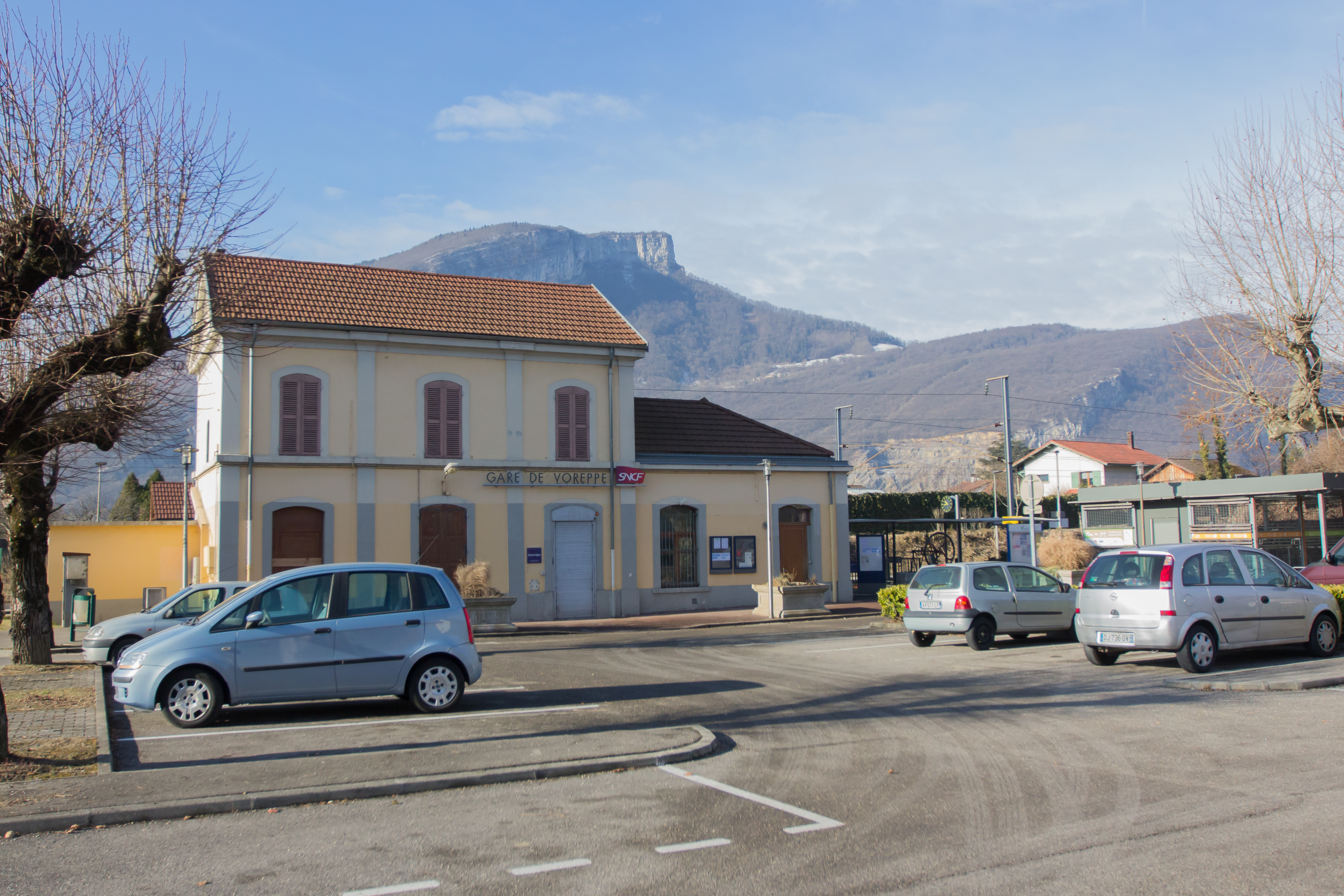
La gare de Voreppe.

Voreppe est desservi par le réseau des transports du Pays voironnais. La ligne interurbaine Express 2 permet également une desserte directe sur le polygone scientifique à Grenoble.
La gare de Voreppe, desservie par les trains TER Rhône-Alpes (relation de Lyon-Perrache à Grenoble-Universités-Gières), permet de relier Lyon, Bourgoin-Jallieu, La Tour-du-Pin, Saint-André-le-Gaz, Voiron et Grenoble.

## Urbanisme

### Typologie
Au 1er janvier 2024, Voreppe est catégorisée ceinture urbaine, selon la nouvelle grille communale de densité à sept niveaux définie par l'Insee en 2022.
Elle appartient à l'unité urbaine de Grenoble, une agglomération intra-départementale regroupant 38  communes, dont elle est une commune de la banlieue,,. Par ailleurs la commune fait partie de l'aire d'attraction de Grenoble, dont elle est une commune de la couronne,. Cette aire, qui regroupe 204 communes, est catégorisée dans les aires de 700 000 habitants ou plus (hors Paris),.

### Occupation des sols
L'occupation des sols de la commune, telle qu'elle ressort de la base de données européenne d’occupation biophysique des sols Corine Land Cover (CLC), est marquée par l'importance des forêts et milieux semi-naturels (47,3 % en 2018), en augmentation par rapport à 1990 (46 %). La répartition détaillée en 2018 est la suivante :
forêts (41,2 %), terres arables (15,3 %), zones agricoles hétérogènes (14,2 %), zones urbanisées (12,9 %), zones industrielles ou commerciales et réseaux de communication (7,3 %), milieux à végétation arbustive et/ou herbacée (3,3 %), espaces ouverts, sans ou avec peu de végétation (2,9 %), eaux continentales (2 %), prairies (0,9 %). L'évolution de l’occupation des sols de la commune et de ses infrastructures peut être observée sur les différentes représentations cartographiques du territoire : la carte de Cassini (XVIIIe siècle), la carte d'état-major (1820-1866) et les cartes ou photos aériennes de l'IGN pour la période actuelle (1950 à aujourd'hui).

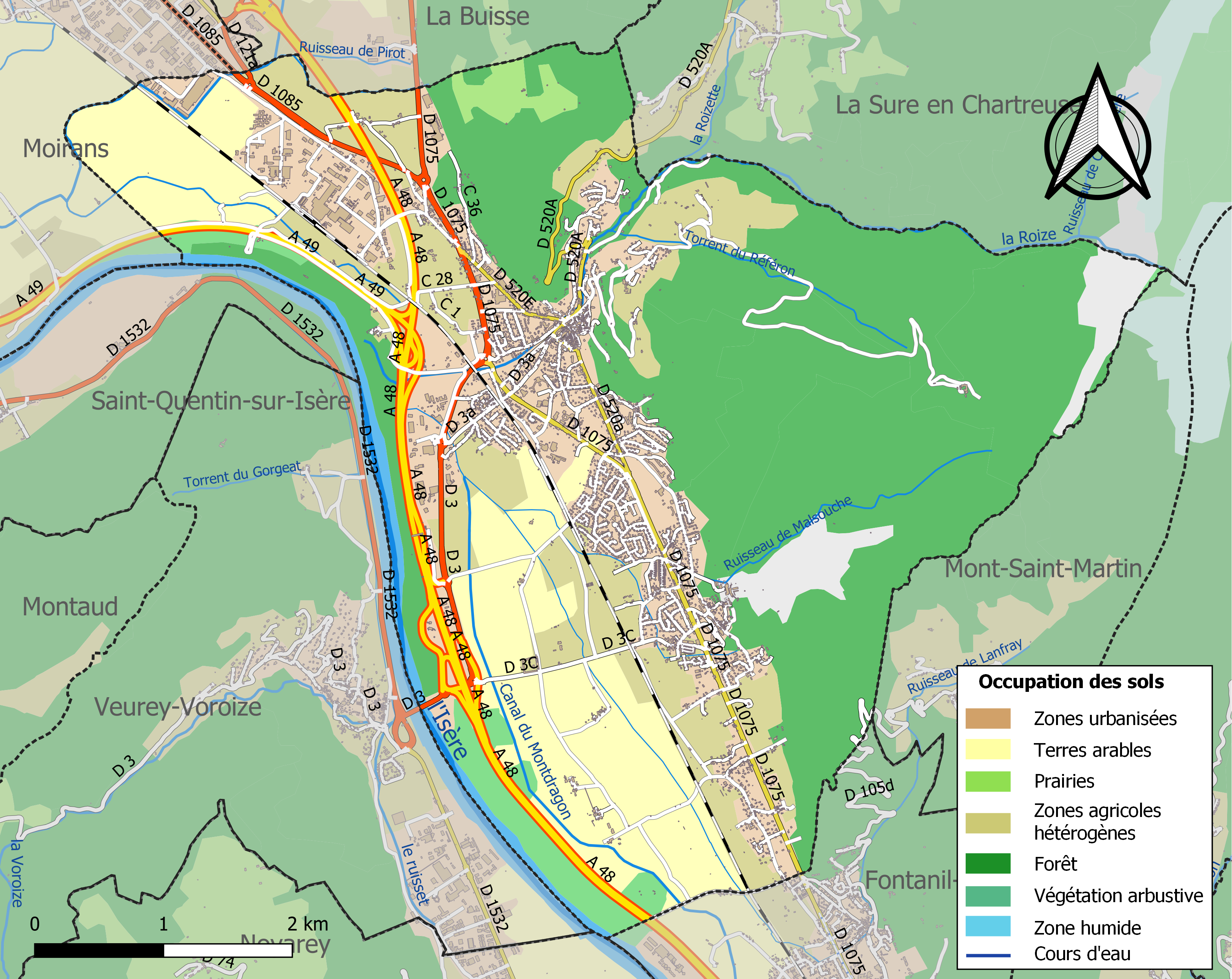
Carte des infrastructures et de l'occupation des sols de la commune en 2018 (CLC).

### Hameaux, lieux-dits et écarts
Voici, ci-dessous, la liste la plus complète possible des divers hameaux, quartiers, écarts, lieux-dits résidentiels urbains comme ruraux qui composent le territoire de la commune de Voreppe, présentés selon les références toponymiques fournies par le site géoportail de l'Institut géographique national.
Les lieux indiqués en gras font l'objet d'une description détaillée dans cet article.
| - Centr'Alp (zone commerciale) - l'île Chatagnon - l'île Mayoussard - les Balmes - le Tençon - le Bourget - Malossane-Haut - Malossane-Bas - la Rigonnière - Gerboudière - Bouzonnière - Chalais (ancienne chartreuse) | - la Rajasse - Côte Longue - Raçin - Saint-Nizier - Gachetière - l'Achard - les Banettes - Plein Soleil - l'île Gabourd - Brandegaudière - l'Hoirie - Bourg Vieux | - le Chevalon - Volouize - Ville-Neuve - Chassolière - Morletière - Beauplan (château) - les Rivalière - les Granges - la Didonnière - Pugnières - les Glaires - Maltivières | - Chamoussière - le Pit - le Plan - Saint-Vincent-du-Plâtre - le Logis neuf - Cottelandière - les Espinas - le Pigeonnier - Gérantière - Calletière |

### Principaux quartiers

#### Le Chevalon

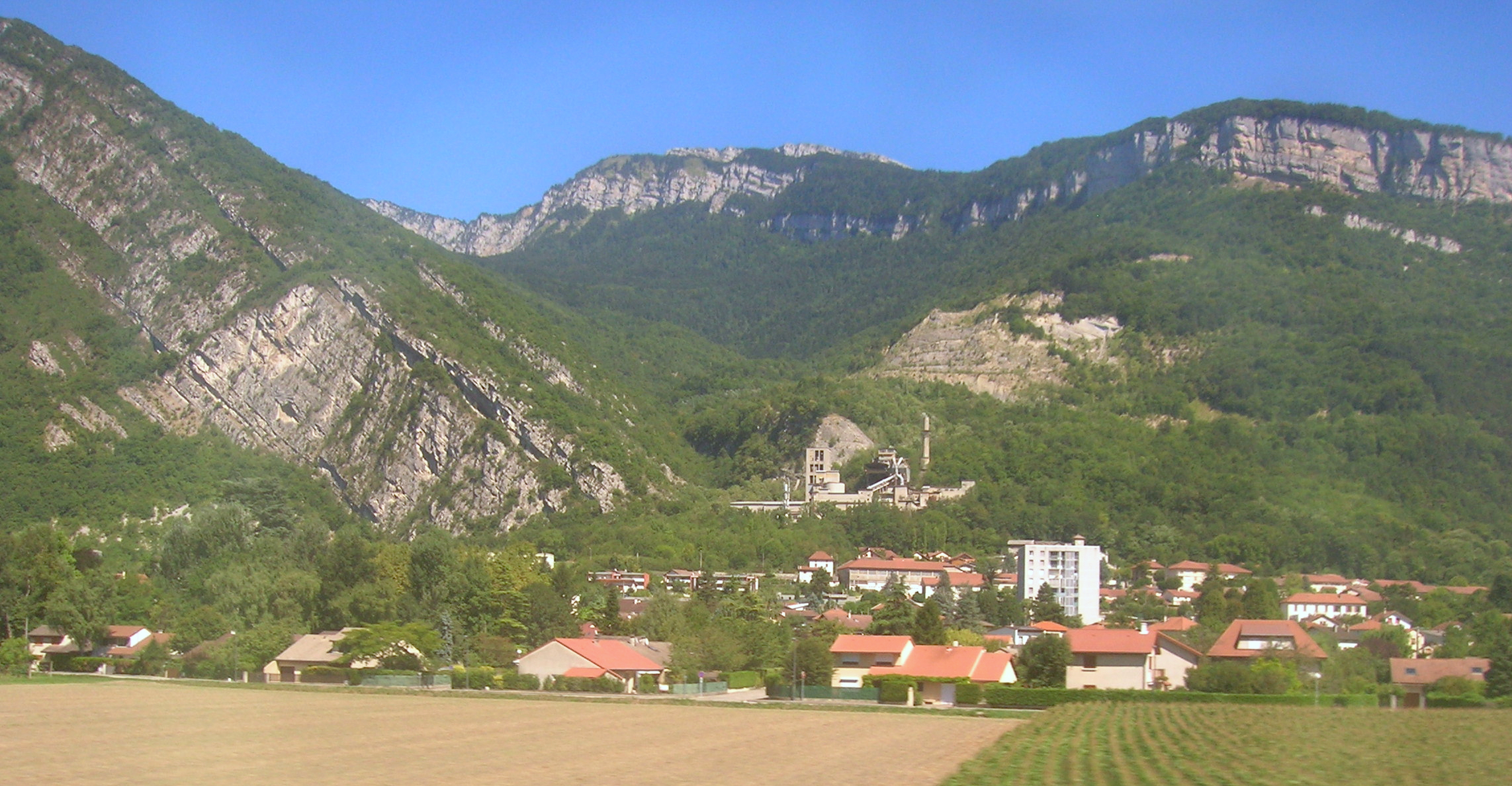
Le Chevalon de Voreppe depuis le chemin de fer.

Le Chevalon de Voreppe est un ancien petit village rattaché à la commune de Voreppe et situé sur la route de Grenoble. Il possède de magnifiques carrières et des maisons du XVe siècle. Ce village devenu avec le temps un véritable quartier de Voreppe, possède en outre sa propre école et ses commerçants.
Au Chevalon, le centre Beauregard (Bocacio) accueillit durant des générations des enfants de familles dysfonctionnelles confiées par l'État. Elle accueillait les pupilles de la Nation et les mineurs sortant de prison. À travers son unique établissement, l’asile du Chevalon de Voreppe, elle dispensait une formation à des métiers agricoles : agriculture, élevage, charronnage, vannerie. Les jeunes étaient ensuite placés pour travailler dans les fermes de la région : Chartreuse, plateau du Vercors.
Dans la première moitié du XXe siècle, il était d’usage en Isère, que les parents de bonne famille fustigent leurs enfants turbulents en les menaçant de les placer à « Boccacio », (nom du bâtonnier auprès du barreau de Grenoble qui a beaucoup œuvré pour le développement de la Fondation). Derrière ces intimidations se profilait l’image des « maisons de correction » de l’époque.

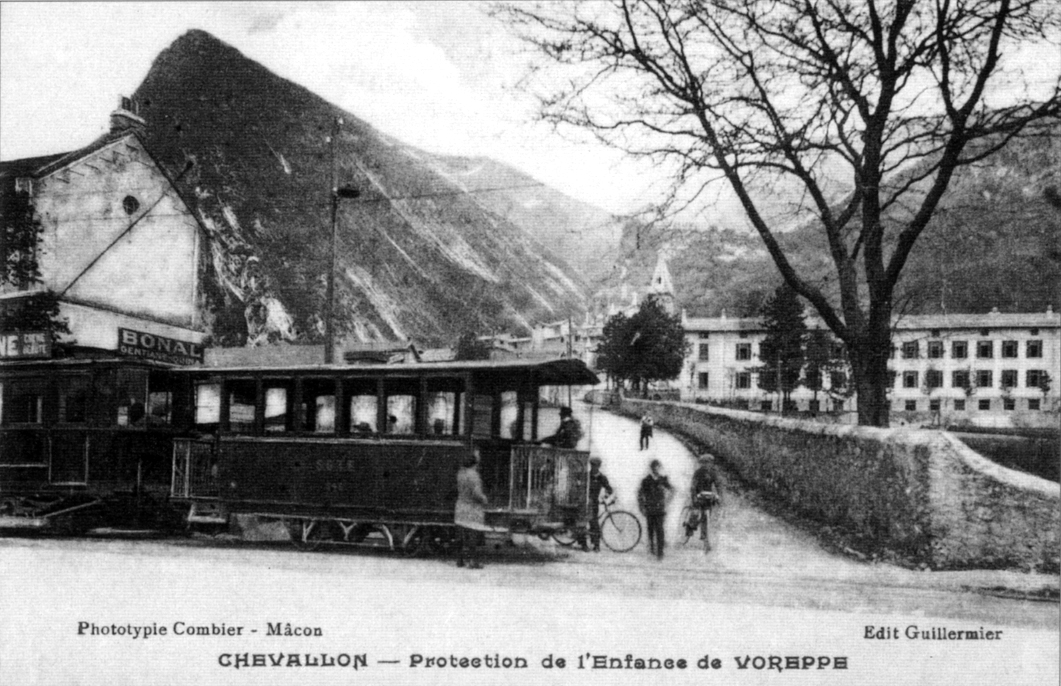
Tram et protection de l'enfance de Voreppe à Chevallon au début du XXe siècle.

Petit à petit, avec l’évolution des mentalités, la mise en application des lois nouvelles en 1945, et les mesures d’assistance, la structure s’est transformée en centre éducatif et professionnel dans lequel la prise en charge individuelle est privilégiée. L’effectif passe progressivement de 180 à 90 jeunes et les locaux sont réhabilités : les dortoirs de 40 lits laissent la place à des chambres de 2 ou 3 garçons, voire à des chambres individuelles. Les ateliers sont modernisés, équipés de machines et d’outillages récents. Neuf formations sont ainsi dispensées : de la soudure à la mécanique générale et automobile, en passant par la carrosserie et la peinture auto. Les principaux métiers du bâtiment étaient représentés ainsi que la cuisine et la pâtisserie.
Entre 1965 et 1985 ce fut une formidable ascension dans tous les domaines, éducatif, pédagogique, innovation et création de nouvelles structures : Service de Suite de Grenoble (1965), Foyer du Vercors à Claix (1968), Foyer d’accueil et d’orientation à Autrans (1972).
L’Association Beauregard qui comptait alors 180 salariés, faisait référence en matière de rééducation et affichait une renommée nationale. Son instigateur et éducateur mythique qui a présidé aux destinées de l’Association entre 1950 et 1983, était Robert Marre. Entre 1991 et 1995, des difficultés, à la fois financières et de recrutement, contraignent l’Association à fermer les Établissements du Chevalon et de Claix. Le travail se poursuit néanmoins avec les jeunes d’ADAJ (Grenoble) et des Carlines (Autrans). Grâce à la détermination de la Direction de la protection judiciaire de la jeunesse, du conseil départemental de l'Isère, des administrateurs et des salariés restants, Beauregard perdure. Depuis octobre 2008 un service d'accueil familial spécialisé est créé à Saint-Jean-de-Bournay. Aujourd’hui 65 salariés dans les trois structures, prennent en charge 80 jeunes de 4 à 21 ans.

#### La Gachetière
Le quartier de La Gachetière est un ancien hameau situé sur la bordure occidentale de la grande Aiguille, montagne appartenant au massif de la Chartreuse. Il depuis la seconde moitié du XXe siècle entièrement rattaché au bourg. Surplombant la vallée de la Cluse, Gachetière fut autrefois traversée par la route Royale (ancien régime) qui allait en direction de Grenoble.
Un institut médico-éducatif éponyme, accueillant de jeunes enfants porteurs de handicaps, principalement originaires de l'agglomération grenobloise y a été installé On y trouve également une champignonnière, un petit château/manoir ainsi que les ruines de l'ancien château médiéval dominant la vallée et duquel subsistent quelques ruines (tour, remparts) reposant sur un domaine privé non accessible au public.
Le quartier de la Gachetière fut à la base composé d'une seule et unique rue, dite rue de Gachetière, avec une dizaine de maisons côte à côte jouissant d'un panorama privilégié sur la vallée, l'Isère et le Vercors. Le quartier s'est nettement développé au milieu des années 1990 avec la construction en contrebas de petits immeubles d'habitations à deux étages et au-dessus avec des maisons individuelles à flanc de colline et en bordure de la forêt. Depuis cette époque, la rue de Gachetière a été prolongée afin de faire jonction avec le quartier de Bourg Vieux et ainsi pouvoir rejoindre le Chevalon sans revenir en arrière.

### Risques naturels et technologiques

#### Risques sismiques
L'ensemble du territoire de la commune de Voreppe est entièrement situé en zone de sismicité no 4 (sur une échelle de 1 à 5), comme la plupart des communes de son secteur géographique.
| Type de zone | Niveau            | Définitions (bâtiment à risque normal) |
| ------------ | ----------------- | -------------------------------------- |
| Zone 4       | Sismicité moyenne | accélération = 1,6 m/s2                |

#### Autres risques
Plusieurs événements liés à des catastrophes naturelles ont été enregistrées sur le territoire de la commune : crue torrentielle et inondation de plaine (la Roize) ainsi que des chutes de pierres et de blocs (falaise des Balmes).
Voreppe est une des trente-sept communes du département de l'Isère classée pour le risque incendie de forêt. Un important incendie de forêt lié à la foudre a débuté dans le secteur de la Tençon, le 5 août 2022 (voir le chapitre Histoire).

## Toponymie
Le nom de la localité est attesté sous la forme de de Vuarapio, Vorapium au XIe siècle, Vorappia au XIIe siècle, Voralpium au XIIIe siècle, Vorappium au XIVe siècle, Voraypium et Vorape au XVe siècle, puis Vorappe, Vorappi.
Selon Albert Dauzat, le second élément est le suffixe pré-latin * appa. Cependant, la nature des formes anciennes implique -apium, latinisation commune de l'élément pré-latin * apa traité par H. Dittmaier. cf. Gamaches-en-Vexin (Eure, Gamapium 707) et qui aboutit à -epe (Allemagne), -appe (France, Belgique), -eppe (France, Belgique), -ache (France). Il s'agit d'un hydronyme qui remonte à l'indo-européen *ab-, *ap- de genre animé désignant « les eaux » comme des êtres qui agissent, c'est-à-dire des forces naturelles de caractère religieux, distinct de l'eau perçue comme matière.
Le même Albert Dauzat compare l'élément Vor- à celui de Voiron (de Voirone XIe siècle, Vorionem XIIe siècle) qu'il considère comme une évolution de l'indo-européen kar- « pierre » > gwar- > gwor-. Il y a sans doute lieu de rapprocher Voreppe des Varappes, nom d'un couloir rocheux du mont Salève, près de Genève et qui a donné le nom commun varappe. Le radical gaulois *var- désignerait un « escarpement ». Le sens global initial serait donc celui d'un « escarpement au bord de l'eau ».
Le lieu occupé aujourd'hui par Voreppe aurait été qualifié de Vorago au IXe siècle, ce qui désigne en latin un « tournant d'eau » (ou un « tourbillon ») et ce tournant correspondrait au virage qu'effectue l'Isère à cet endroit afin de contourner le Vercors. En réalité, les formes Vorago Alpium, Voragina Alpium sont des inventions qui reposent sur aucun document. Le premier qui propose cette explication au XVIIe siècle se nomme Guy Allard (historien du Dauphiné).

## Histoire
Pour un article plus général, voir Histoire de l'Isère.

### Préhistoire
La plus ancienne occupation du territoire voreppin est attestée par des silex taillés trouvés dans le site des Balmes —grottes à Bibi et grotte de Fontabert—  datant de la fin du Paléolithique supérieur (XIIe-Xe millénaire av. J.-C.).
Du début de l'âge du bronze date une hache-spatule issue des ateliers de fabrication de la civilisation du Rhône-Saône, (début du IIe millénaire av. J.-C.). Du IIIe siècle av. J.-C. sont des tombes de soldats avec armes de fer découvertes dans la plaine sous les Balmes en 1909.

### Antiquité

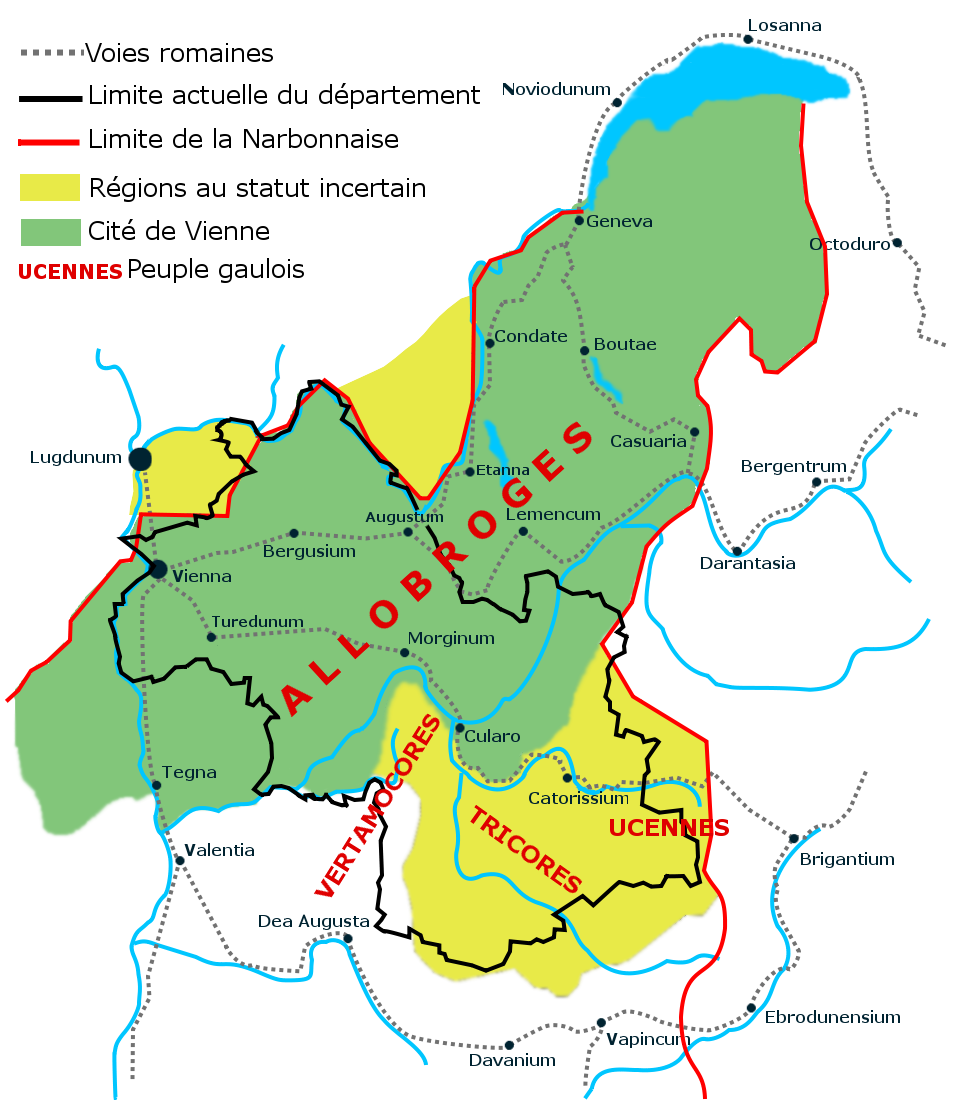
Le territoire des Allobroges, avec la mention de Morginum.

Au début de la période antique, le site de Voreppe fut peuplée par les Allobroges, un peuple gaulois dont le territoire était situé entre l'Isère, le Rhône et les Alpes du Nord. À partir de -121, ce territoire, dénommé Allobrogie, est intégré dans la province romaine du Viennois avec pour capitale la cité de Vienne qui était aussi le siège de l’ancien diocèse romain de Vienne. Dérivé du latin, le nom de Voreppe rappelle cette situation stratégique aux portes des Alpes (Fors Alpium).
Des envahisseurs de toutes origines passèrent par la cluse étroite de Voreppe (Burgondes, Huns et même Sarrasins) qui empêchèrent un grand développement du village.

### Moyen Âge et Renaissance
Au XIVe siècle, un nouveau bourg, plus important remplaçant l'ancien petit village, est créé un peu plus au nord. Celui-ci bénéficie, en outre, d'une charte octroyée par le dauphin Jean II à la suite d'un éboulement d'une partie de la montagne du massif de la Chartreuse.

### Temps Modernes

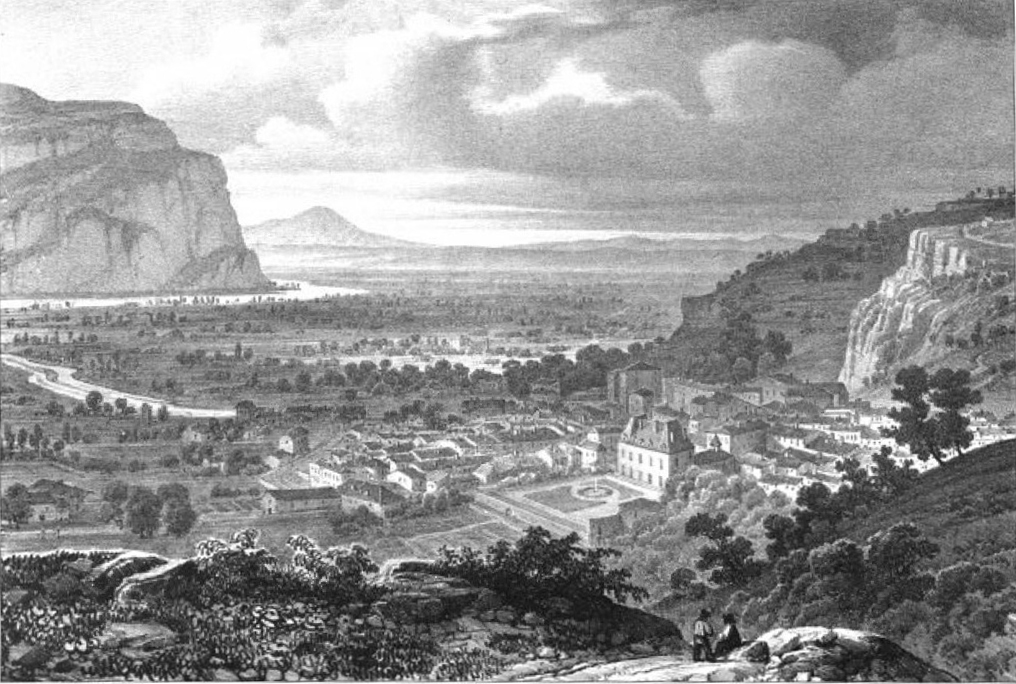
Illustration de Voreppe au XIXe siècle par Alexandre Debelle (1805-1897).

Par sa proximité avec la ville parlementaire et la richesse de ses terres agricoles, Voreppe devient à la fin de l'Ancien Régime un des lieux de résidence favoris de la haute société grenobloise, ce dont témoigne le passage de Choderlos de Laclos au château du Bourg, alors propriété de la marquise de Rousset. Stendhal dans ses Mémoires d'un touriste évoque la propriété de son grand-père Gagnon au Chevalon, voisine de la maison de campagne de la comtesse d'Agoult de Montmaur, qui passe pour avoir inspiré le personnage de la marquise de Merteuil dans les Liaisons dangereuses.

### Époque contemporaine

#### La Seconde Guerre mondiale et la bataille de Voreppe
Au début de la Seconde Guerre mondiale, durant la période de mai-juin 1940, après avoir envahi les deux-tiers du territoire français, les avant-gardes allemandes vont tenter de forcer le seuil de Voreppe à partir du 21 juin, mais elles sont contenues très énergiquement sur la route qui mène à Grenoble (environ à 12 km des portes de la ville).
Le 10 juin 1940, l'Italie entre en guerre et l’armée des Alpes résiste victorieusement et l'artillerie du 14e Corps d'Armée inflige de lourdes pertes aux forces italiennes. Sur un front de 400 km, en deux semaines d'affrontement, sous un temps parfois "hivernal", les vingt-quatre divisions italiennes de premier échelon et les huit divisions de soutien engagées dans l'attaque des positions de défenses françaises sont stoppées par les destructions opérées en avant de la position de résistance et par la mise en œuvre d'un système de défense cohérent, appuyé par de puissants feux d'artillerie. Malgré une écrasante supériorité numérique, l'offensive italienne échouera et les pertes italiennes seront estimées à 20 000 hommes dont 10 000 prisonniers et de nombreux matériels détruits.
Pour prendre l’armée des Alpes à revers, les divisions motorisées et blindées allemandes du 16e Corps occupent Lyon déclarée ville ouverte dont les dix ponts sont restés intacts, le 18 juin. La première ligne de résistance de l’armée des Alpes, établie sur le Rhône entre Lyon et la Suisse, est alors impossible à tenir, et donc rapidement enfoncée par les troupes allemandes. Plusieurs unités de défense de la position abandonnée ne disposant pas de moyens de transports organiques, ne peuvent être évacuées et seront faits prisonniers. Des milliers d'hommes, de nombreux matériels, armements, parcs et dépôts seront ainsi perdus.
Le 20 juin, le haut commandement allemand communique son intention de faire jonction avec les Italiens à Chambéry et de s'emparer de Grenoble. Une deuxième ligne de résistance française est donc à créer de toutes pièces sur l'Isère, la défense en est confiée au général Cartier. On décide de tirer profit du rétrécissement naturel de la vallée de l'Isère au niveau précisément, de ce que les géographes appellent le seuil de Voreppe.
Le général René Olry, commandant de l’armée des Alpes, excluant tout prélèvement d'effectifs et de matériels sur le front des Alpes, réussit à rassembler sous les ordres du général Georges Cartier une vingtaine de bataillons avec des éléments épars de dépôts (coloniaux, aviateurs, marins…) de réservistes et d'éléments rescapés des combats du Nord-Est, ainsi que des batteries fournies par la marine de Toulon. Une petite armée improvisée d'environ 30 000 hommes est ainsi réunie en une semaine, pourvue d'environ 130 canons.
Cet ensemble fort disparate, à valeur militaire incertaine et sans grande cohésion, bien peu capable d'affronter l'assaut d'une armée allemande aguerrie et disposant d'un matériel puissant va être renforcé par le IIe bataillon du 104e Régiment d'artillerie lourde automobile. Celui-ci était composé des restes des Ier et IIe groupes du régiment qui avait été décimé au cours de la retraite des Flandres et avait gagné l'Angleterre pour être redébarqué à Brest. Traversant la France jusqu'à Lyon où il reçoit des canons de 105 mm L modèle 1936 Schneider (mais ces canons qui viennent d’être évacués du Creusot afin d'éviter qu'ils ne soient pris par les Allemands, sont nus, sans appareil de pointage ni accessoires, aucune munition ne les accompagne), il est réduit à 14 officiers et 175 hommes ayant déjà subi l'épreuve du feu. À Valence, il reçoit des canons de 155 GPF récupérés sur les quais de Toulon. Le général Olry met alors ce groupe aux ordres du 14e Corps mais, redoutant la rupture du front de l'Isère, il l'affecte à la défense des cols alpestres à quelque 80 km de Grenoble.
Le 22 juin au matin, le jour même où l'armistice est signé entre le gouvernement Philippe Pétain et les Allemands, une colonne allemande de 150 chars de la 3e division de panzers, suivie d'éléments de la 7e division motorisée tente de forcer le seuil de Voreppe.
C'est dans cette situation désespérée que le général Georges Marchand va s'avérer l'acteur principal de la défense en exploitant au mieux la topographie de la trouée de Voreppe pour verrouiller la poche de Grenoble.
Dès le lendemain, le général Georges Marchand, qui commande le 104e Régiment d'artillerie lourde automobile, ayant pris connaissance de la déclaration des Allemands disant qu'ils n'occuperaient que les territoires français conquis par les armes, obtient l'accord de son supérieur hiérarchique le général Paul Beynet, commandant du 14e Corps d'Armée, pour lancer une manœuvre de résistance. Avec l'adhésion de ses officiers et hommes de troupes, il forme un commando éclair de canons lourds (ceux du II/104e R.A.L.A.) mené par le capitaine Charles-Azaïs de Vergeron qui, par une nuit noire et sous une pluie torrentielle, parcourt 80 kilomètres tous feux éteints par les routes de montagne en moins de huit heures. À trois heures du matin, le général Marchand retrouve au pont du Drac le groupe de Vergeron qui rejoint alors des emplacements minutieusement déterminés et profite de la fin de la nuit pour se mettre en place.
Le 24 juin, le 16e Corps blindé allemand se déploie devant les troupes françaises bien camouflées. Ignorant la présence des canons français de longue portée, les blindés de la 3e Panzerdivision se rassemblent et s’apprêtent à forcer la trouée de Voreppe. Durant tout l'après-midi les canons français neutralisent toutes les colonnes de véhicules arrêtés (mitrailleuses, chars, camions), leur occasionnent des pertes sérieuses et les obligent à faire demi-tour. Ils prennent aussi à partie neuf batteries de mortiers et de canons allemands qui tirent sur Voreppe et Grenoble et leur imposent de cesser les tirs. Ils dispersent les rassemblements de chars, incendient un dépôt de carburant, et un terrain d'aviation au sud-est de Moirans est rendu hors d'usage.
Jusqu'à la tombée de la nuit, l'artillerie reste maître du champ de bataille. Les pertes ont été évaluées à plusieurs centaines de tués côté allemand contre une dizaine côté français (avec malgré tout de nombreux blessés). Elle interdit aux Allemands de briser la résistance de Voreppe avant l'armistice et sauve Grenoble de l'occupation.
Pendant que se déroule cette bataille de Voreppe, le général Marchand a aussi d'autres préoccupations puisque la 13e division d'infanterie motorisée allemande vient de franchir le Rhône à Culoz, elle pousse sur Chambéry de part et d'autre du lac du Bourget et s'empare d'Aix-les-Bains le 23 juin vers 18 h. Des renforts d'artillerie du 14e Corps d'Armée sont alors envoyés durant la nuit pour défendre la trouée de Viviers d'une part, pour renforcer à l'ouest de Chambéry le dispositif d'infanterie dans le secteur de Guiers du confluent du Rhône jusqu'aux Échelles d'autre part, et enfin pour se mettre à la disposition du général Cartier sur Chambéry. Ces troupes arrivent à temps pour bloquer l'infanterie allemande et matraquer toutes les unités ennemies s'aventurant entre le Rhône et le lac du Bourget jusqu'à l'entrée en vigueur de l'armistice et du cessez-le-feu le 25 juin à 0 h 35.
Le général Cartier complimentera (à sa manière) l'action du général Marchand en disant « l'artillerie est entrée dans la bataille comme un cambrioleur ». Pour sa clairvoyance, sa préparation minutieuse de la bataille, le général Marchand se voit attribuer la Croix de Guerre avec étoile de vermeil et reçoit la citation suivante des mains du Général Beynet :

« Officier général du plus grand mérite. Alors que le Corps d'Armée, attaqué à l'est par les forces italiennes, s'est trouvé menacé sur ses arrières par des unités blindés allemandes, a su rapidement employer les unités d'artillerie disponibles. Après des reconnaissances personnelles, les a engagées dans des conditions telles que leur bon rendement a très largement contribué au maintien de l'intégrité des positions de défense assignés au Corps d'Armée. »

#### XXIesiècle

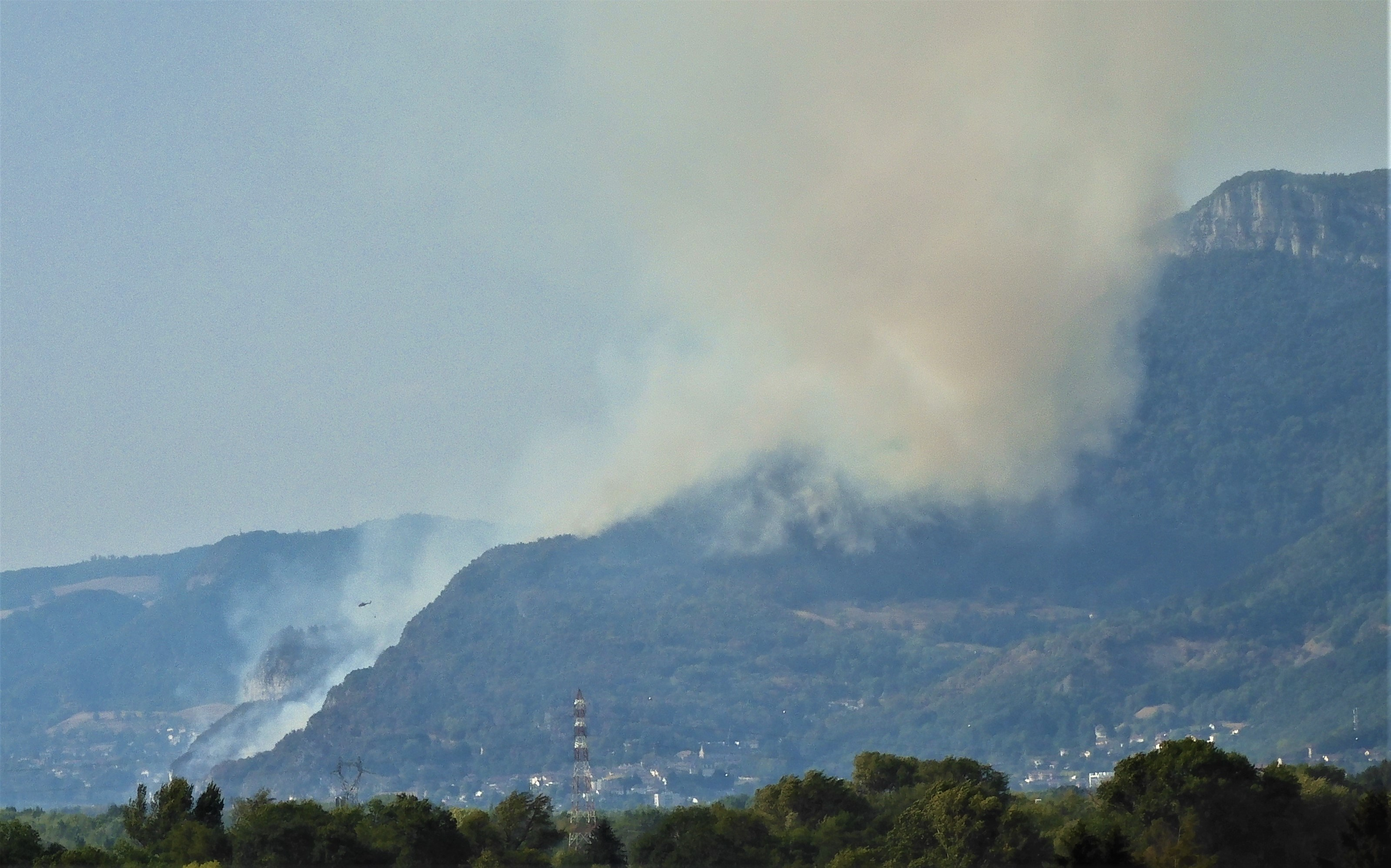
Incendie des bois de Voreppe et hélicoptère bombardier d'eau depuis Sassenage en banlieue de Grenoble.

Une alerte est lancée le 5 août 2022 vers 18 h 45 par le SDIS de l'Isère après qu'un impact de foudre ait touché un secteur forestier subissant une forte sécheresse depuis le mois de juin et dominant le village de la Buisse, aux limites communales nord de la commune de Voreppe. L'incendie s'étend au flanc méridional du plateau du Grand-Ratz marqué ici par des barres rocheuses dominant la cluse de Voreppe ce qui rend la lutte contre le feu difficile, notamment par voie terrestre. Ce contexte est similaire à l'incendie qui avait touché en août 2003 le Néron voisin.
Le 7 août au matin, l'incendie s'étend sur plus de 20 hectares, puis atteint rapidement 50 hectares en cours de journée et finit par s'approcher de la RD1075 qui relie Grenoble à Voiron. Il se rapproche dès lors des habitations du hameau du Bourget, ainsi que deux usines stockant des dépôts du gaz, situé au nord de Voreppe,. L'eau utilisée par les canadairs d'intervention sur le site est prélevée dans le lac de Paladru. Après avoir ravagé une centaine d'hectares et entraîné le déplacement de 170 personnes, l'incendie est considéré comme circonscrit dans la journée du 10 août 2022.

## Politique et administration

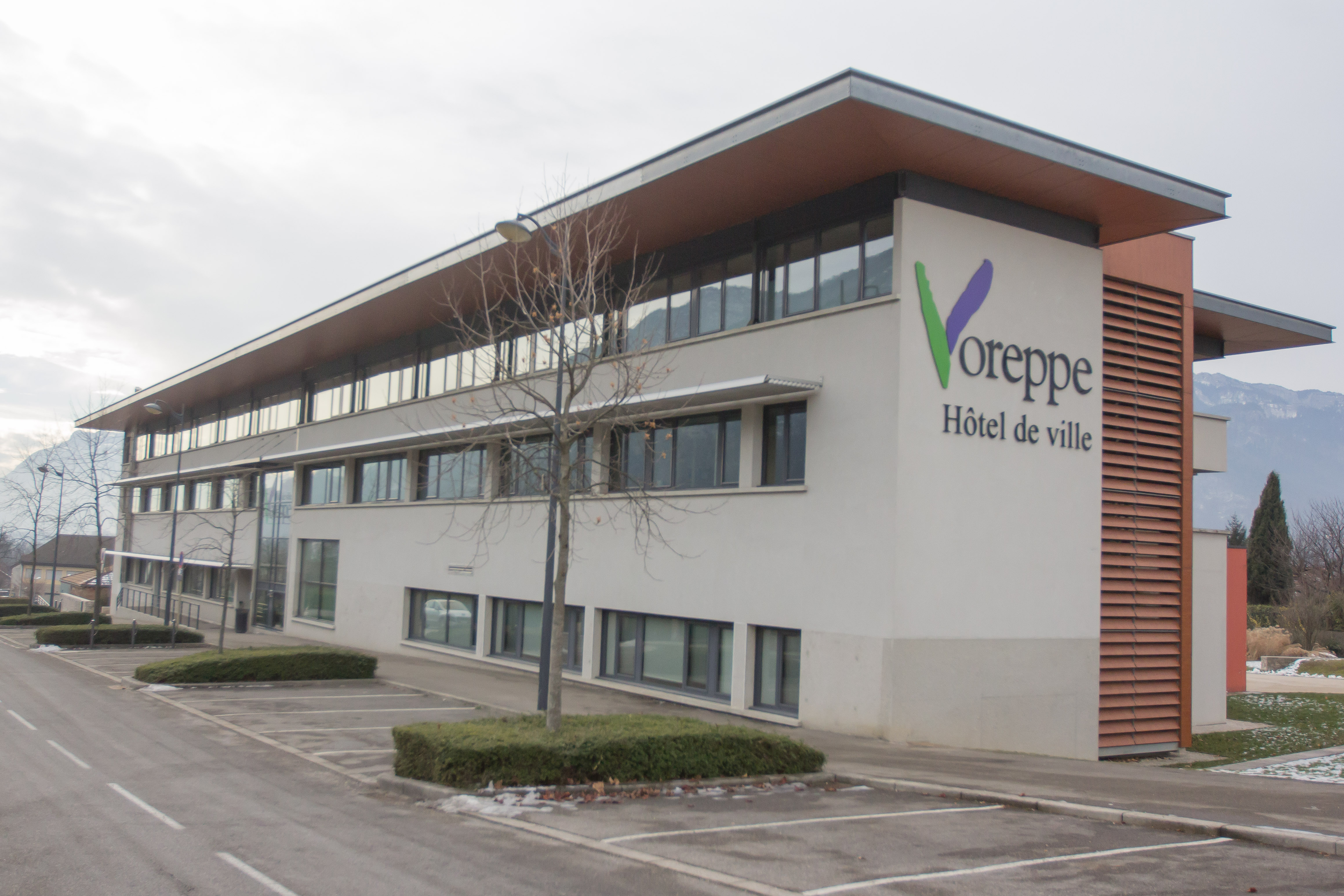
Hôtel de ville de Voreppe.

### Administration municipale
En 2020, le conseil municipal de Voreppe est constitué de vingt-neuf membres (quatorze femmes et quinze hommes) dont un maire, huit adjoint au maire et vingt conseillers municipaux.

### Tendances politiques et résultats
Lors des élections nationales de 2007, la commune s'équipe d'ordinateurs de vote malgré les réticences affichées par le ministère de l'Intérieur et l'abandon de plusieurs villes. Par délibération du 27 avril 2009, le conseil municipal abandonne l'utilisation des ordinateurs de vote.

#### Élections locales

##### Élections municipales de 2008
Pour les élections municipales de mars 2008, plusieurs candidats se sont déclarés : M. Mathe (Maire sortant DVD), M. Duchamp (DVG), M. Thilliez (DVD) et M. Naegelan (DVD). La municipalité reconduit l'utilisation des ordinateurs de vote pour ces élections malgré les réticences affichées par le ministère de l'intérieur et l'abandon de plusieurs villes.
Les résultats du premier tour sont les suivants :
1. Voreppe Avenir, M. Duchamp (35,93 %)
2. Agir pour Voreppe, M. Naegelen (23,52 %)
3. Pour Voreppe, tout simplement, M. Mathé (20,83 %)
4. Voreppe Horizon 2008, M. Thilliez (19,72 %).

Des négociations ont lieu entre les deux tours. Le 10 mars, à l'issue du premier tour, M. Mathé déclare se retirer au profit de sa colistière Mme Gérin qui accepte un projet de fusion avec la liste de M. Thilliez. Le lendemain, une réunion a lieu entre cette nouvelle équipe et la liste conduite par M. Naegelen pour discuter de la possibilité de fusion de ces trois listes rassemblant des personnes de sensibilités politiques similaires. Cette tentative de rassemblement échoue cependant, M. Naegelen considérant qu'une telle liste ne lui permettrait pas d'avoir une majorité suffisante lors des conseils municipaux.
Au second tour, Jean Duchamp sort victorieux des élections avec un peu plus de 45 % des voix.

##### Élections municipales de 2014
|                          | Luc Remond     | UMP            | 2 366 | 53,68  | 23 | 6 |  |  |
|                          | Jean Duchamp * | PS             | 2 041 | 46,31  | 6  | 1 |  |  |
|                          |                |                |       |        |    |   |  |  |
| Inscrits                 | Inscrits       | Inscrits       | 6 841 | 100,00 |    |   |  |  |
| Abstentions              | Abstentions    | Abstentions    | 2 234 | 32,66  |    |   |  |  |
| Votants                  | Votants        | Votants        | 4 607 | 67,34  |    |   |  |  |
| Blancs et nuls           | Blancs et nuls | Blancs et nuls | 200   | 4,34   |    |   |  |  |
| Exprimés                 | Exprimés       | Exprimés       | 4 407 | 95,66  |    |   |  |  |
| * Liste du maire sortant |                |                |       |        |    |   |  |  |

##### Élections municipales de 2020
|                          | Luc Rémond               | LR                       | 1 959 | 62,78  | 24 | 5 |  |  |
|                          | Fabienne Sentis          | SE                       | 1 161 | 37,21  | 5  | 1 |  |  |
|                          |                          |                          |       |        |    |   |  |  |
| Votes valides            | Votes valides            | Votes valides            | 3 120 | 97,20  |    |   |  |  |
| Votes blancs             | Votes blancs             | Votes blancs             | 51    | 1,59   |    |   |  |  |
| Votes nuls               | Votes nuls               | Votes nuls               | 39    | 1,21   |    |   |  |  |
| Total                    | Total                    | Total                    | 3 210 | 100,00 | 29 | 6 |  |  |
| Abstention               | Abstention               | Abstention               | 3 473 | 51,97  |    |   |  |  |
| Inscrits / participation | Inscrits / participation | Inscrits / participation | 6 683 | 48,03  |    |   |  |  |

#### Élections nationales

##### Élections présidentielles
Voici, ci-dessous, le résultat du scrutin à l'élection présidentielle de 2017 dans l'ensemble des bureaux de vote de la commune de Voreppe :
| Candidat           | 1er tour | 1er tour | 2e tour | 2e tour  |
| Candidat           | Voreppe  | National | Voreppe | National |
| ------------------ | -------- | -------- | ------- | -------- |
| Emmanuel Macron    | 28,35 %  | 24,01 %  | 71,47 % | 66,10 %  |
| François Fillon    | 18,82 %  | 20,01 %  |         |          |
| Jean-Luc Mélenchon | 19,13 %  | 19,58 %  |         |          |
| Marine Le Pen      | 18,70 %  | 25,57 %  | 28,53 % | 33,90 %  |
| Benoît Hamon       | 7,03 %   | 6,36 %   |         |          |
| Votants            | 83,75 %  | 77,76 %  | 80,75 % | 74,56 %  |

Les éléments les plus notables sont la participation du corps électoral plus important localement que dans le reste de la France et la plus grande proportion de voix apporté au candidat Emmanuel Macron, aux deux tours de scrutin.

### Liste des maires

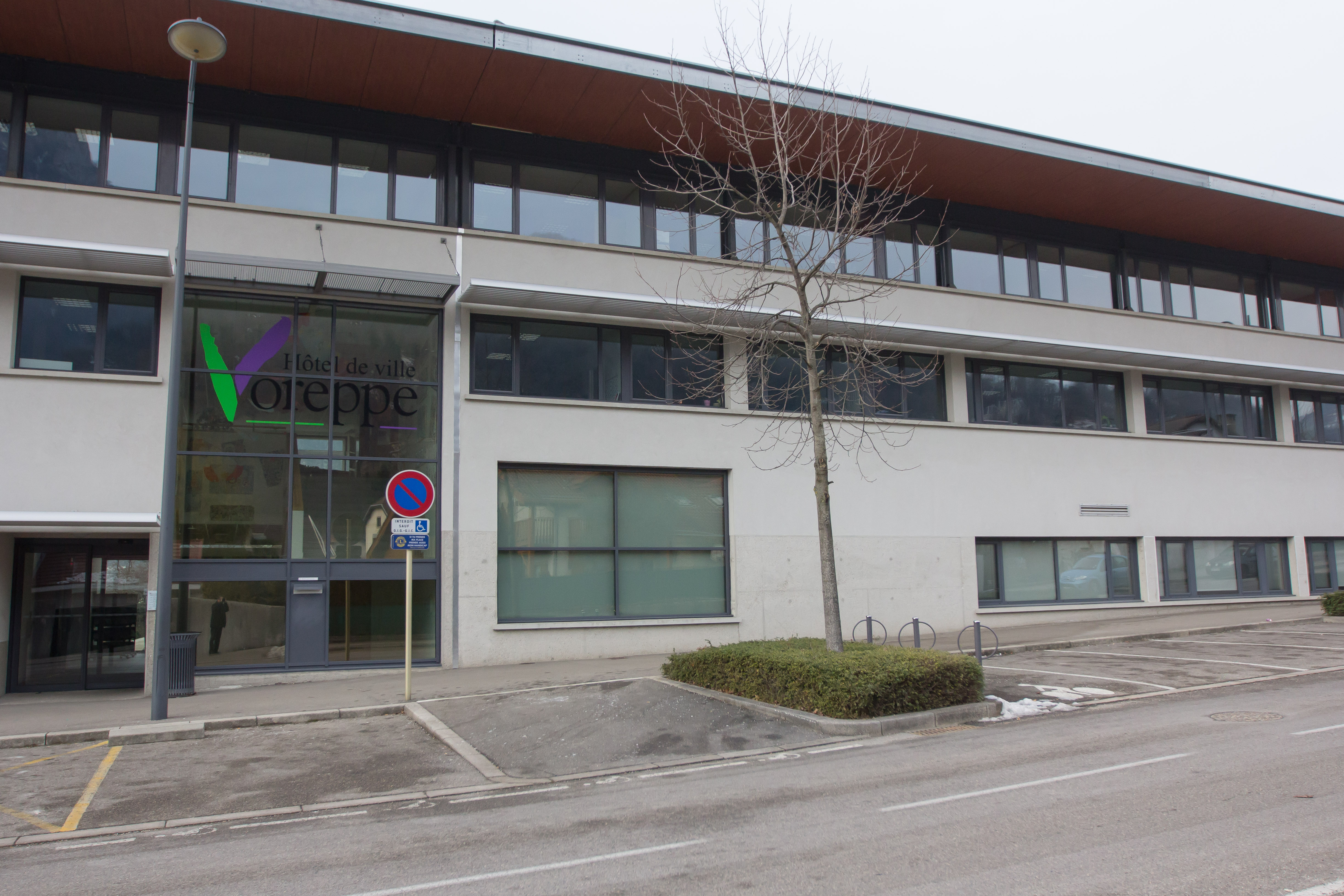
Entrée de la mairie.

| Période                                  | Période   | Identité                      | Étiquette | Qualité |
| ---------------------------------------- | --------- | ----------------------------- | --------- | --- |
| 1925                                     | 1941      | Joseph Sarret (1873-1941)     | Radical   | Négociant en grains et charbon, conseiller d'arrondissement du canton de Voiron (1913-1937) Révoqué par le Gouvernement de Vichy |
| 1941                                     | 1944      | Francisque Savin (1880-1956)  |           | Colonel, maire nommé par le Gouvernement de Vichy                                                                                |
| 1944                                     | 1959      | Louis Jean Cottel (1892-1959) | ?         | |
| 1959                                     | 1975      | André Demirleau               |           | Charpentier |
| 1976                                     | mars 2001 | Michel Hannoun                | RPR       | Médecin Député (1986 → 1988 puis 1993 → 1997) Conseiller général (1985 → 2002) Président du conseil général (1997 → 1998)        |
| mars 2001                                | mars 2008 | François Mathé                | DVD       | |
| mars 2008                                | mars 2014 | Jean Duchamp                  | DVG       | |
| mars 2014                                | En cours  | Luc Rémond                    | UMP → LR  | Cadre A de la fonction publique                                                                                                  |
| Les données manquantes sont à compléter. |           |                               |           | |

### Jumelages

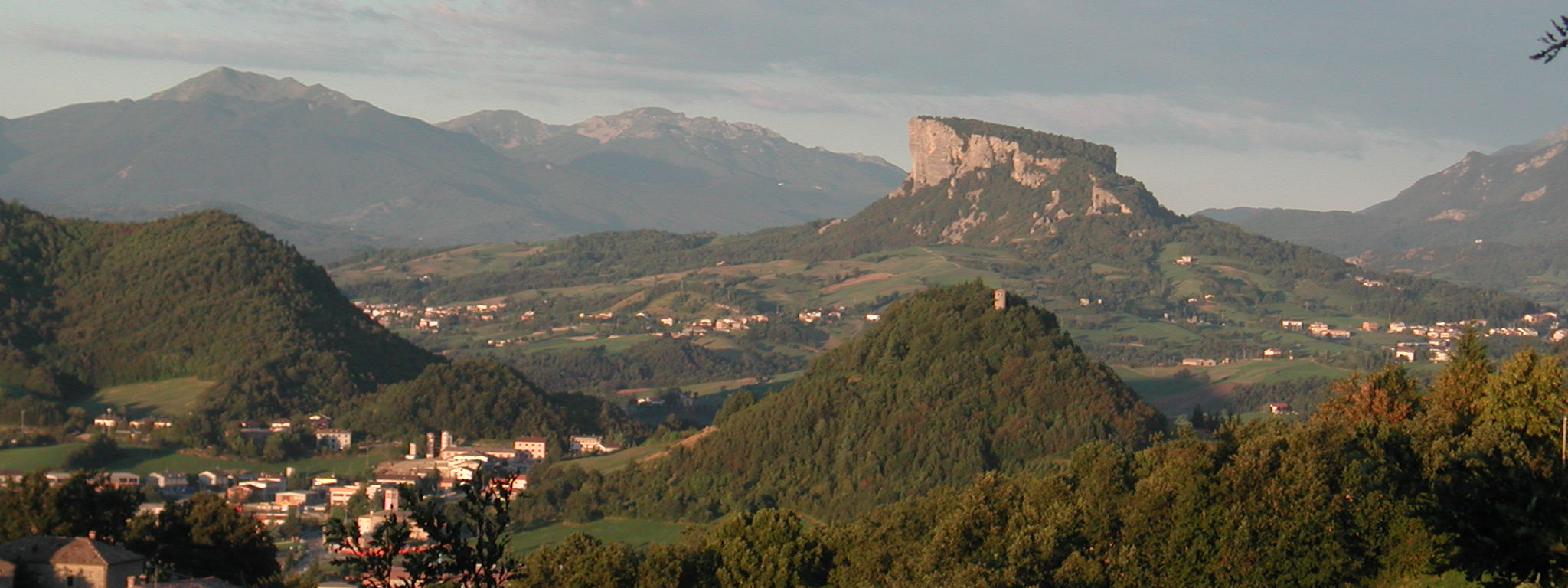
Castelnovo ne' Monti et, au fond, la Pietra di Bismantova, qui fut utilisée comme forteresse naturelle pendant 18 siècles.

La ville est jumelée avec :
- Castelnovo ne' Monti (Italie) depuis 1994[58] ;
- Lichtenstein (Allemagne) depuis 1992[58].

## Population et société

### Démographie
L'évolution du nombre d'habitants est connue à travers les recensements de la population effectués dans la commune depuis 1793. Pour les communes de moins de 10 000 habitants, une enquête de recensement portant sur toute la population est réalisée tous les cinq ans, les populations de référence des années intermédiaires étant quant à elles estimées par interpolation ou extrapolation. Pour la commune, le premier recensement exhaustif entrant dans le cadre du nouveau dispositif a été réalisé en 2008.

En 2022, la commune comptait 9 845 habitants, en évolution de +5,23 % par rapport à 2016 (Isère : +3,07 %, France hors Mayotte : +2,11 %).
| 1793  | 1800  | 1806  | 1821  | 1831  | 1836  | 1841  | 1846  | 1851  |
| ----- | ----- | ----- | ----- | ----- | ----- | ----- | ----- | ----- |
| 2 395 | 2 522 | 2 965 | 2 521 | 3 280 | 3 071 | 3 005 | 3 021 | 2 970 |

| 1856  | 1861  | 1866  | 1872  | 1876  | 1881  | 1886  | 1891  | 1896  |
| ----- | ----- | ----- | ----- | ----- | ----- | ----- | ----- | ----- |
| 3 060 | 2 887 | 2 733 | 2 769 | 2 954 | 2 886 | 2 869 | 2 815 | 2 908 |

| 1901  | 1906  | 1911  | 1921  | 1926  | 1931  | 1936  | 1946  | 1954  |
| ----- | ----- | ----- | ----- | ----- | ----- | ----- | ----- | ----- |
| 3 005 | 2 722 | 2 600 | 2 426 | 2 670 | 2 801 | 2 859 | 2 611 | 3 099 |

| 1962  | 1968  | 1975  | 1982  | 1990  | 1999  | 2006  | 2008  | 2013  |
| ----- | ----- | ----- | ----- | ----- | ----- | ----- | ----- | ----- |
| 3 617 | 4 785 | 5 995 | 7 970 | 8 446 | 9 231 | 9 615 | 9 696 | 9 565 |

| 2018  | 2022  | - | - | - | - | - | - | - |
| ----- | ----- | - | - | - | - | - | - | - |
| 9 229 | 9 845 | - | - | - | - | - | - | - |

### Enseignement
Rattachée à l'académie de Grenoble, le territoire de la commune héberge plusieurs établissements d'enseignement sur son territoire.

#### Enseignement primaire
Quatre groupes scolaires, chacun d'entre eux comprenant une école maternelle et une école élémentaire :
- le groupe Debelle ;
- le groupe Jean-Achard ;
- le groupe Stendhal ;
- le groupe Stravinsky.

#### Enseignement secondaire
Un collège public :
- le collège André-Malraux, situé dans le bourg central, et qui présente un effectif de 462 élèves pour l'année scolaire 2018/2019[64].

Un lycée professionnel privé :
- le lycée professionnel Les Portes de Chartreuse, lycée professionnel catholique sous contrat avec l'État, propose des formations aux élèves, depuis le CAP, jusqu'au baccalauréat professionnel, principalement, dans les métiers de bouche[65].

### Établissements sanitaires et sociaux
La commune comprend un établissement médico-social sur son territoire :
- l'institut médico-éducatif La Gachetière, gérée par une association privée et hébergeant des enfants et adolescents handicapés atteints de déficience intellectuelle ainsi que des enfants et des adolescents relevant des troubles du spectre de l'autisme[66].

### Équipements culturels

#### Médiathèque
La médiathèque Stravinsky, rattachée au réseau de bibliothèque du Pays voironnais, possède un fonds régional retraçant le passé historique de la ville et de la région. Son site permet d'accueillir des expositions temporaires.

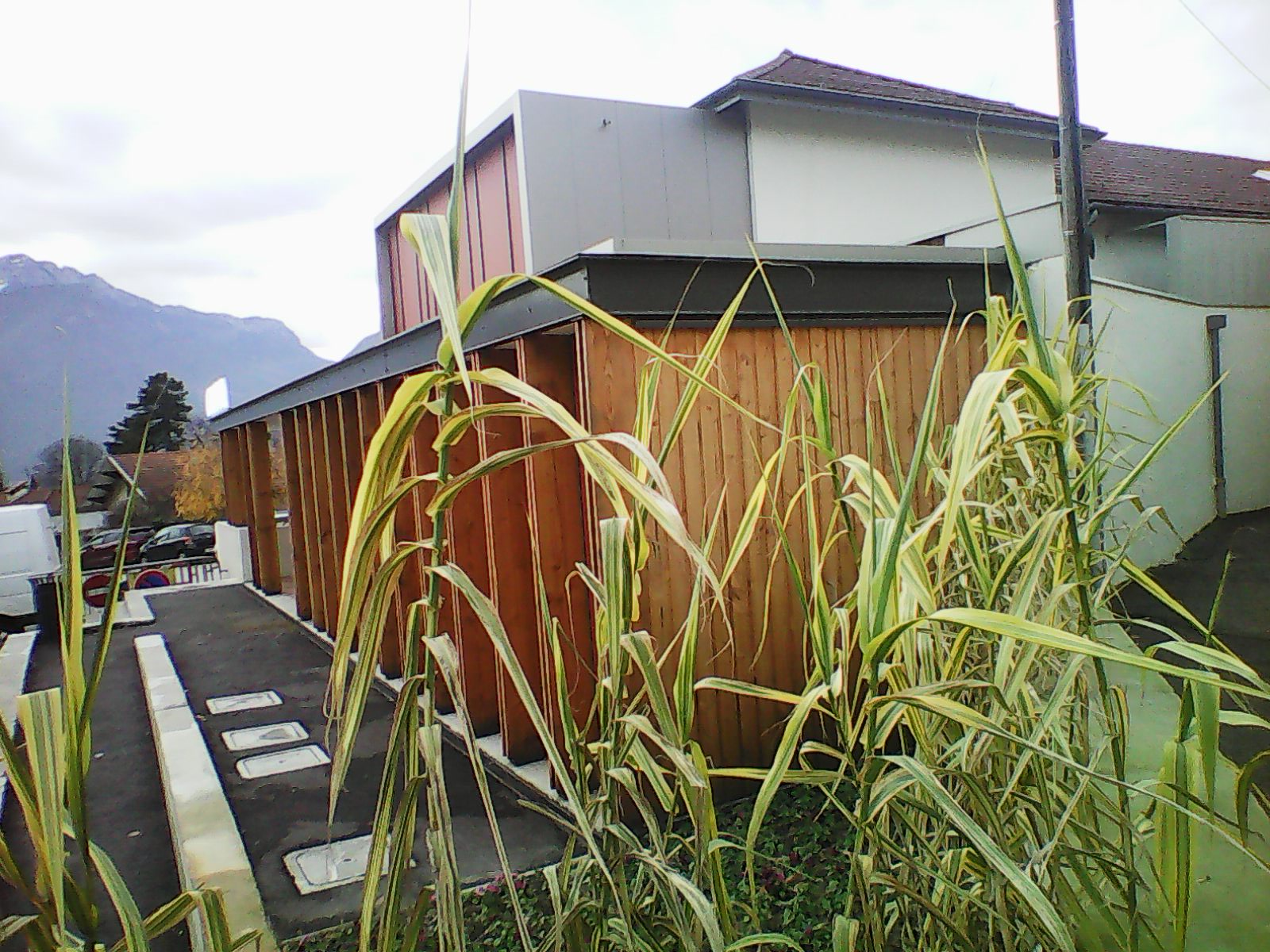
Le cinéma Le Cap en 2019.

#### Cinéma
Le Cap est une salle de cinéma municipale située dans le bourg, face au principal parking de la commune. Cet espace culturel propose des séances à thèmes, ainsi que des rencontres publiques s'articulant autour de discussions sur des films diffusés, programmés ou demandés par les participants. Un festival de courts-métrages y est organisé chaque année depuis 1990, les « Rencontres Vidéo de Voreppe », renommé depuis 2019 « Cap sur le court ».

### Équipements et clubs sportifs
La commune présente de nombreux équipements sportifs sur son territoire, dont notamment une piscine municipale, un terrain de football et de rugby, un terrain de football synthétique, une piste BMX, des courts de tennis ainsi que des stands de tirs (à l'arme à feu et à l'arc : un extérieur et deux intérieurs). La ville compte également deux gymnases : l'Arcade (et son extension) et le gymnase Pignéguy.

### Événements sportifs
L'édition du Tour de France 1980 a organisé, le 19 juillet de cette même année, le départ des coureurs dans la commune lors de la 19e étape : Voreppe ↔ Saint-Étienne longue de 139,7 km.
 Cette étape fut gagnée par l'irlandais Sean Kelly.

### Médias

#### Presse locale
Deux revues municipales, destinées aux voreppins, sont distribuées dans les boites aux lettres.
Ces périodiques sont également disponibles au service accueil de l'hôtel de ville et consultables sur le web. D'une part, le magazine d'information municipale dénommé Voreppe émoi qui présente tous les événements locaux sur le plan culturel, social, éducatif, associatif et environnemental ainsi que l'éditorial du maire de la commune et l'expression politique des groupes constituant le conseil municipal. Une page est également consacrée à l'intercommunalité et d'autre part la ouble page associée au bulletin municipal dénommée Instants culturels, présentant les événements culturels de la commune.

#### Presse régionale
Le quotidien à grand tirage Le Dauphiné libéré consacre chaque jour de la semaine et du week-end, dans son édition Chartreuse-Sud Grésivaudan, une page complète sur l'actualité de la ville et de sa communauté d'agglomération, proposant des informations sur les événements locaux, des comptes-rendus, des annonces, des dossiers sur des thèmes variés.

#### Presse audiovisuelle
La commune est située sur l'aire de diffusion de radio Ici Isère, une radio publique qui émet sur tout le territoire du département de l'Isère. 
Les habitants de la commune peuvent recevoir les nombreuses chaines de la TNT et sont concernés par le journal régional de France 3 Alpes. La chaîne privée téléGrenoble Isère consacre également une émission hebdomadaire au pays voironnais.

### Cultes

#### Culte catholique
La communauté catholique, les églises Saint-Didier et Saint-Vincent de Voreppe (toutes les deux propriétés de la commune), ainsi que le monastère des Clarisses dépendent de la paroisse catholique de « Saint-Thomas de Rochebrune », dans la doyenné du Voironnais, au sein du diocèse de Grenoble-Vienne.

## Économie

### Secteurs industriel et commercial

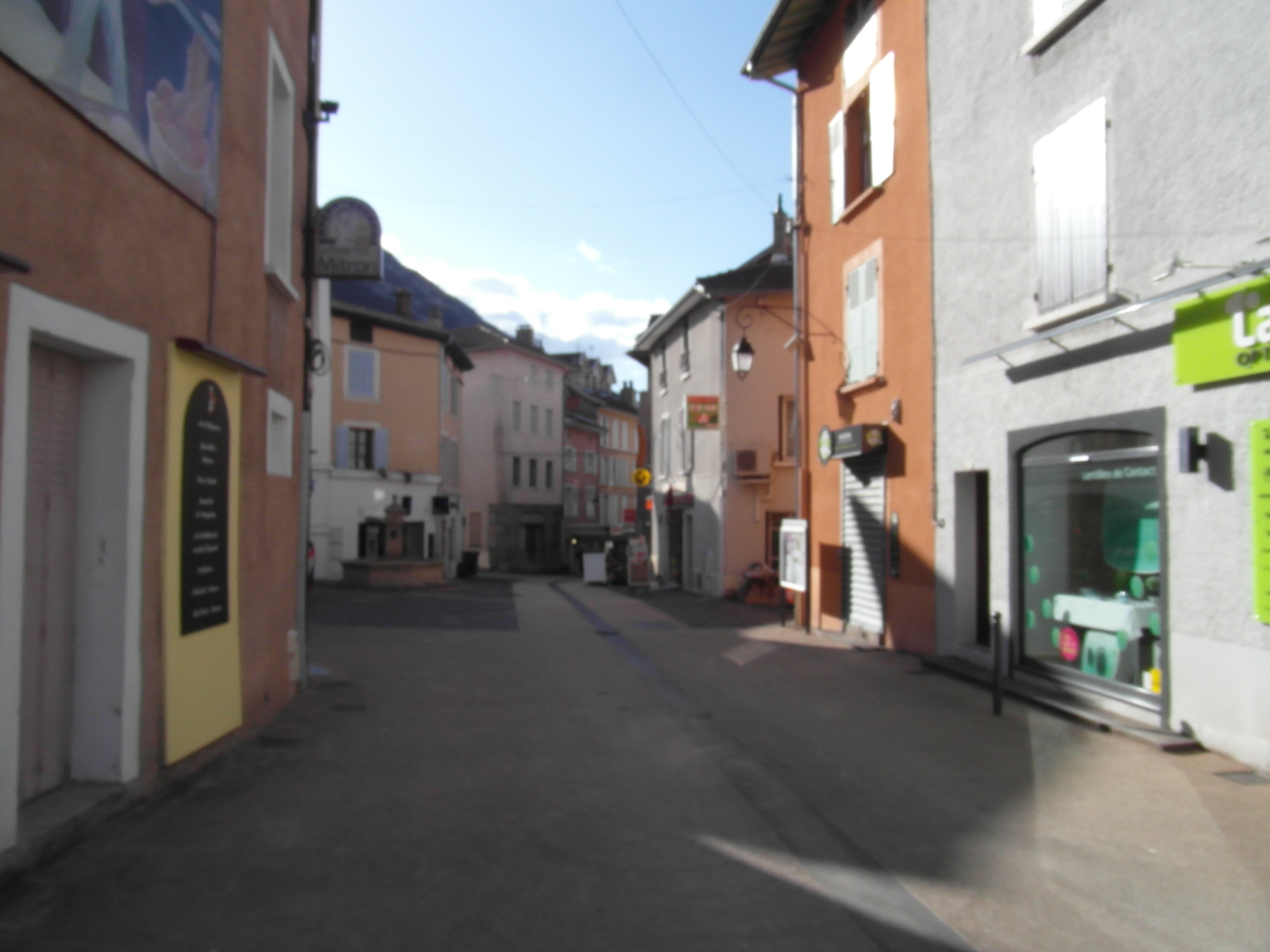
Grande Rue (Rue piétonne de Voreppe).

Le parc économique Centr'Alp  est situé en partie sur le territoire de la commune. Partagé avec la commune voisine de Moirans, il s'agit d’un des plus importants du département de l'Isère. On peut y trouver le siège du centre de recherche de Voreppe (CRV) de Rio Tinto Alcan, une entreprise mondiale dans les domaines de la production d'aluminium et de l'emballage. Le site abrite également le siège social des entreprises Poma (spécialisée dans la fabrication de systèmes de transport par câble) et Time (fabricant de cycles).
Le bourg historique présente une rue commerçante entièrement piétonne (la Grande rue) avec de nombreux commerces de proximité, notamment alimentaire (boulangerie, épicerie) ou de service (coiffures, banques, opticien). Il existe également un commerce de grande distribution, non loin de la gare.

### Secteur agricole
La commune fait partie de l'aire géographique de production et transformation du « Bois de Chartreuse », la première AOC de la filière bois en France,.
Voreppe est une des communes d'un secteur de vignobles pouvant revendiquer le label IGP « Coteaux-du-grésivaudan », comme la plupart des communes de la moyenne vallée de l'Isère (Grésivaudan et cluse de Voreppe).

### Tourisme
Le bureau d'accueil de l'office de tourisme du Pays Voironnais est situé à Voiron.

## Culture locale et patrimoine

### Lieux et monuments

#### Patrimoine civil
Les ruelles médiévales de Voreppe ont accueilli le passage à Choderlos de Laclos, Stendhal, Stravinsky, Liszt venus admirer l'église romane du XIe siècle, bordée par une admirable fontaine. Il est possible de découvrir les vestiges d'anciens remparts des XVe siècle XVIe et XVIIe siècles et d'admirer des anciennes maisons des XVe et XVIe siècles, qui présentent des portes portant des linteaux en accolade ou des fenêtres à meneau.

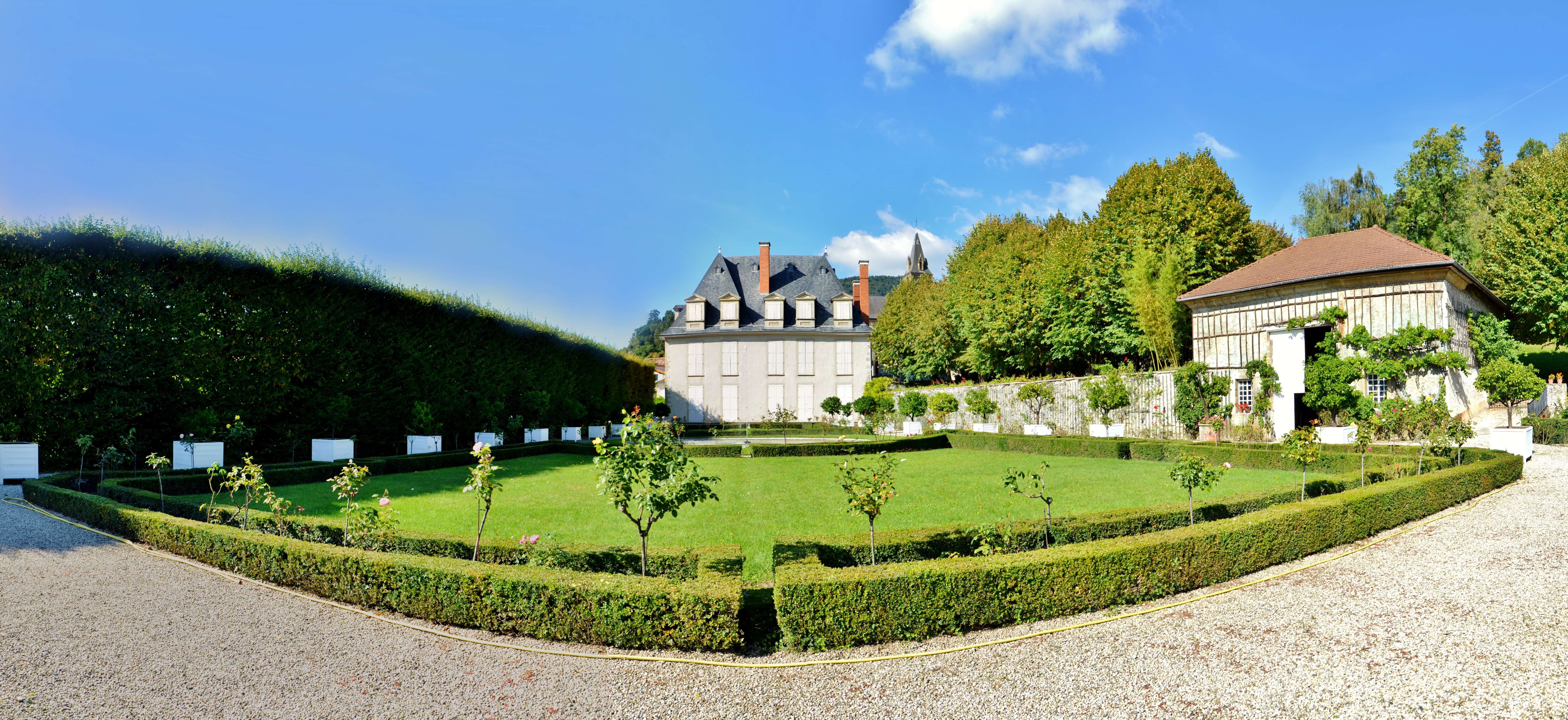
Le château de Siéyès.

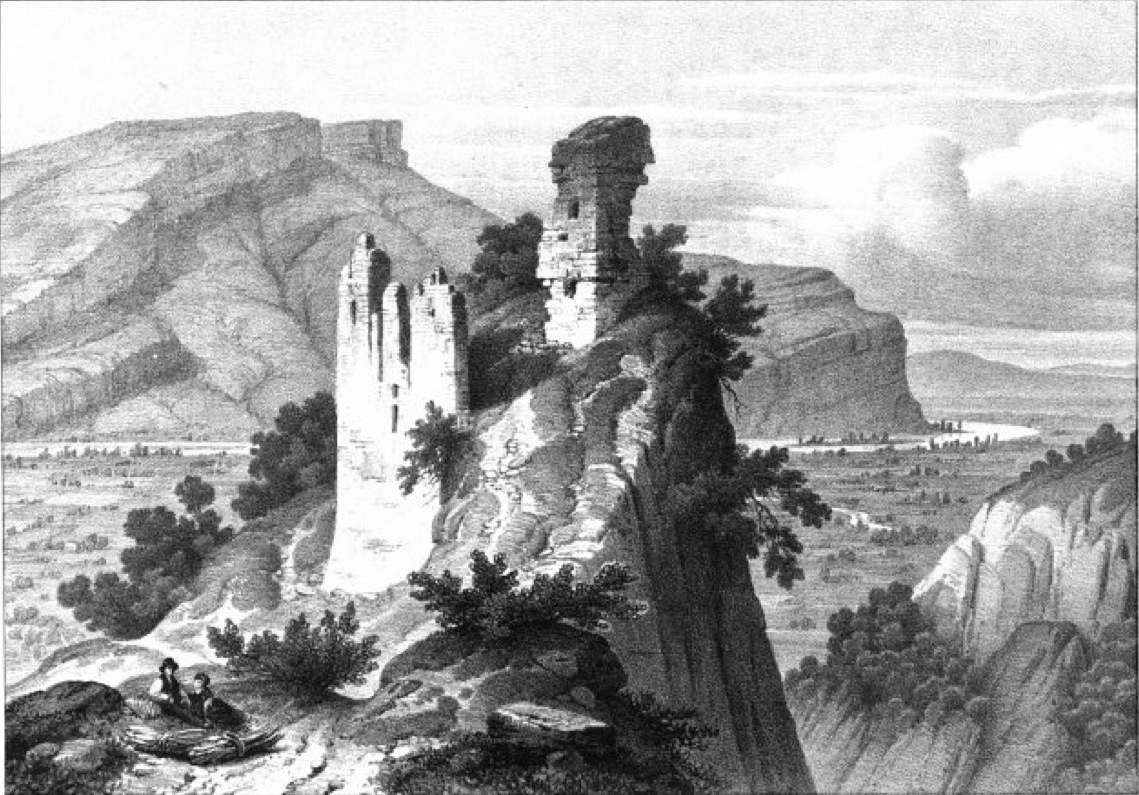
Les ruines du Château-Vieux au XIXe siècle, lithographie par Alexandre Debelle.

- Le château du Bourg

Cet hôtel urbain, construit par un parlementaire grenoblois, a porté le nom de ses propriétaires successifs : château d'Agoult, château de Vallier, puis de nos jours château de Siéyès. La belle façade sur jardin a été construite au XVIIe siècle et s'ouvre sur les terrasses d'un parc à la française qui aurait été dessiné par Le Nôtre. Côté rue, deux pavillons de style Empire, édifiés au XIXe siècle, entourent une petite cour dont l'accès s'effectue par une grille en fer forgé protégée par d'intéressants chasse-roues en pierre cerclés de fer. La haute toiture en ardoise, surmontée de grosses cheminées en briques, domine le bourg. 
Ce château est partiellement classé et inscrit au titre des Monuments historiques par arrêté du 6 juin 1980 (Façade, toiture, pavillons d'entrée, bibliothèque, grand salon, salon d'angle au sud-est et rez-de-chaussée avec leur décor, la grande chambre au sud, la chambre jaune au sud et la chambre d'angle au sud-est et leur décor). Il présente notamment un décor en trompe-l'œil de la façade sur rue et des jardins à la française. Le château et le parc forment un ensemble classé à l'Inventaire des sites.
Le domaine a successivement appartenu à Léonard Cuchet, à sa fille Marie Cuchet, épouse de François des Alrics de Rousset, au fils de ceux-ci, Jean-François, marquis de Rousset, à la comtesse d'Agoult, à la famille d'Armand de Forest de Blacons, aux de Vallier de By et enfin à la famille de Plan de Sieyes de Veynes, originaire de Haute-Provence et du Valentinois.
- Les vestiges du château fort

ces vestiges sont situés sur la motte de Gachetière. Il s'agit du château delphinal de Voreppe du XIIe siècle. Celui avait été édifié sur un monticule escarpé, d’accès difficile sur les pentes de la Chartreuse, à l’est du bourg actuel. Il en subsisterait quelques ruines qui domineraient le hameau de Gachetière.
- La maison de Catherine Barde

Cette maison fut un ancien hospice dirigé dès 1684 par la fille de Denis Barde, notaire de la Communauté. Le bâtiment hospitalier date du XVIe siècle et, après de multiples transformations, n'a conservé de ses origines qu'un escalier à vis. Catherine Barde géra l'établissement jusqu'à sa mort, en 1724. L'hospice a fermé ses portes en octobre 1990.
- L'école catholique Les Portes de Chartreuse

Il s'agit d'une école catholique. Il est dénommé aujourd'hui Les Portes de Chartreuse et labellisé « Patrimoine du XXe siècle » de l'Isère depuis 2003. Construit entre 1931, et 1934, il a ouvert ses portes en septembre 1933, 2e construction en béton armé de type Art déco, après le Palais de la Houille Blanche, exposition parc Paul Mistral (1925)
- Les autres sites
  - Le château de Beauplan. C'est depuis plus de quatre siècles la résidence de la famille d'Agoult en Dauphiné : en 1650, Uranie de Calignon, dame de Voreppe, petite-fille du chancelier de Navarre, épouse Hector d'Agoult, rejeton de l'une des plus importantes maisons de Provence au Moyen Âge. Au milieu d'un vaste parc paysager, le château est un bâtiment de style Renaissance du début du XVIIe siècle[73], surmonté d'une haute toiture dauphinoise, remanié au milieu du XIXe siècle par le comte Hector-Philippe d'Agoult (1782-1856), ancien ambassadeur de la Restauration et pair de France. En avant du château, le "Mas de Beauplan" correspond aux imposants bâtiments de la ferme modèle constituée par son fils, le comte Foulques d'Agoult, sur les riches terres alluvionnaires de la plaine de l'Isère.
  - Le château de la Tavollière ou Thivolière. Il s'agit d'une bâtisse du début du XVIIe siècle[73].
  - Les vestiges du château de Château-Vieux. Le château avec sa chapelle est cité au XIe siècle.
  - Le four banal du XIVe au XVIIIe siècle[73].
  - Le château de Saint-Vincent du Plâtre, ancienne maison forte[73] aujourd'hui chambres d'hôtes.
  - La maison Gay, avec tourelle[73].
  - La tour de la pisciculture[73].
  - la tour de Montgardin, disparue, est citée dans un texte de 1540[73].

D'autres châteaux de Voreppe ont disparu, indiqués sur la carte de Cassini du XVIIIe siècle ou l'atlas de 1759 par Sébastien Dupuy : le château Gaillard, le château d'Agau, le château Bélier, le manoir Charvet.

#### Patrimoine religieux

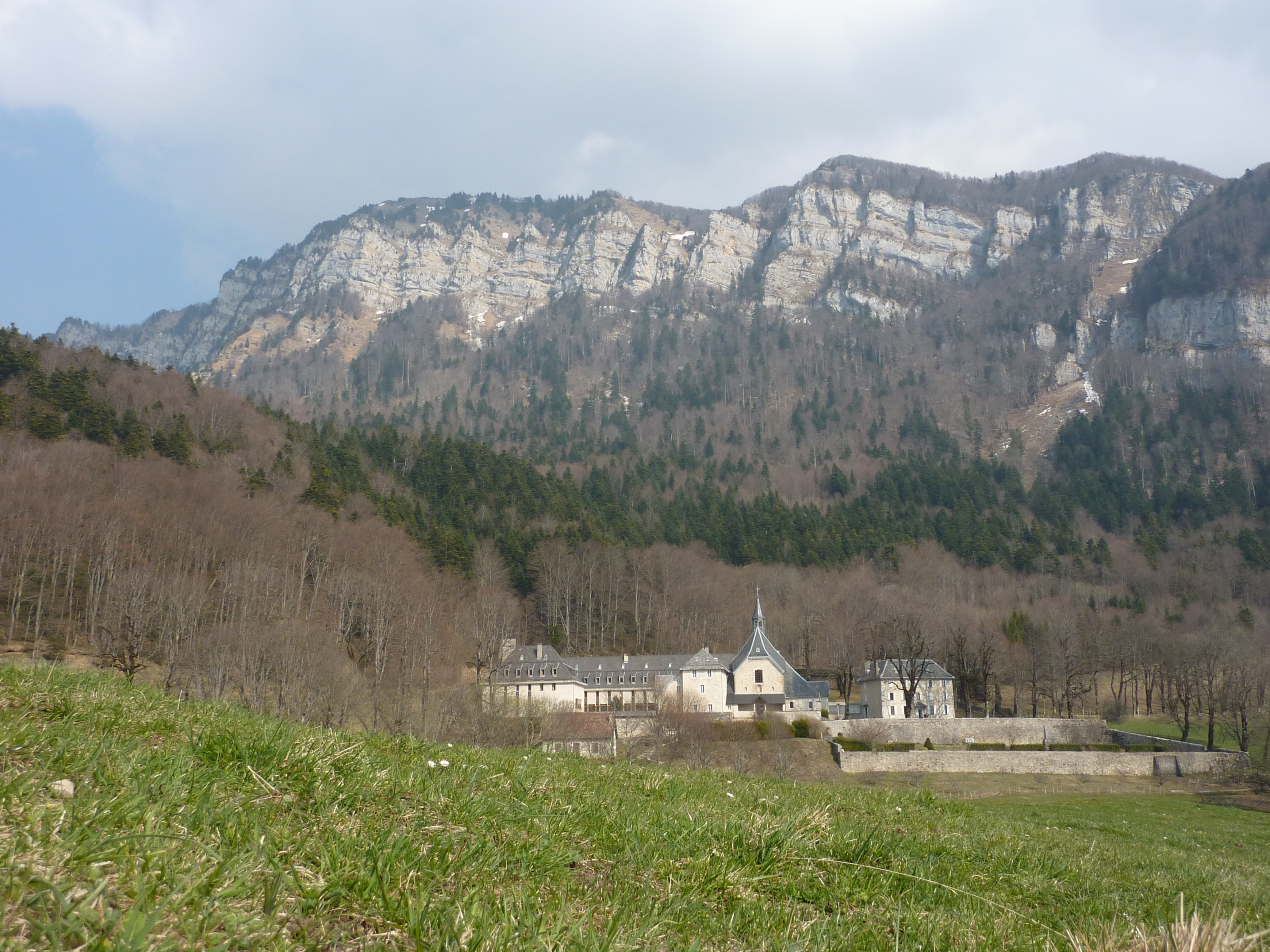
Abbaye de Chalais.

- L'abbaye Notre-Dame-de-Chalais

cette abbaye est située au-dessus de Voreppe, fut fondée en 1101 par Hugues de Châteauneuf, évêque de Grenoble.  Inscrit MH ( 1974 ,  Inscrit , partiellement). L'abbaye bénédictine de Chalais, maison-mère de l’ordre monastique de Chalais, fut acquise en 1303 par les chartreux à qui elle servit de maison de retraite. L'ancienne église abbatiale date du XIIe siècle. C'est un des chefs-d'œuvre de l'art roman dans le département. À la Révolution française, les bâtiments furent vendus au titre des biens nationaux. Rachetée par le Père Henri Lacordaire en 1844, elle devint pendant quarante ans un noviciat dominicain. Passée dans le domaine privé, elle redevint une possession des Dominicaines d'Oullins en 1961. La communauté de moniales dominicaines est affiliée à la Fédération Notre-Dame des Prêcheurs.

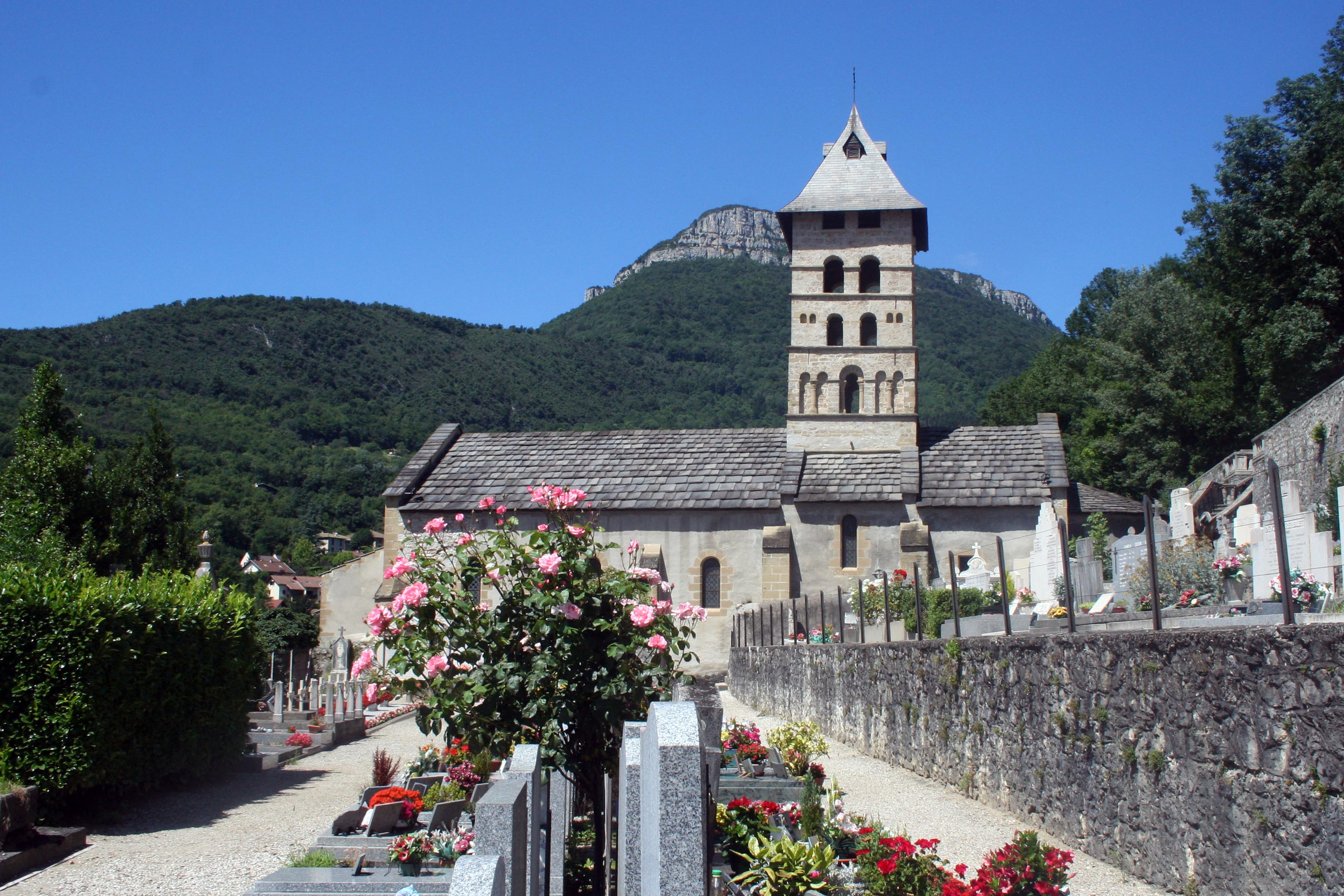
Église prieurale Saint-Didier.

- Église de l'ancien prieuré Saint-Didier :

Le prieuré a été fondé par l'abbaye Saint-Pierre de Vienne, l'existence du prieuré Saint-Didier est attestée par un document de 1109. Il ne reste de cet ensemble que l'église romane du XIIe siècle entourée de son cimetière et classée en 1908 en tant que monument historique, et qui servit d'église paroissiale jusqu'au XIXe siècle et la construction de la nouvelle église plus bas, au cœur du village. Les bâtiments réguliers du prieuré furent vendus comme biens nationaux en 1791.
L'église est caractérisée par un plan basilical, composé d'une nef centrale et deux collatéraux étroits, couverts de voûtes en berceau en plein cintre avec arts doubleaux. La croisée du transept est couverte d'une coupole sur trompes, surmontée du clocher de plan carré, à quatre étages percés de baies et orné d'arcatures aveugles. Victime de sa position sur un sol instable, l'église a été agrandie et remaniée au XIXe siècle ; le porche massif établi alors joue un rôle de soutien. 
Entourée par les tombes de l'ancien cimetière de Voreppe, cet édifice est en assez mauvais état général (et fermé à toute visite) mais il est classé au titre des monuments historiques. et constitue une chapelle funéraire pour les tombeaux qui sont à l'intérieur, comme celui du peintre Alexandre Debelle.
- Église Saint-Didier:

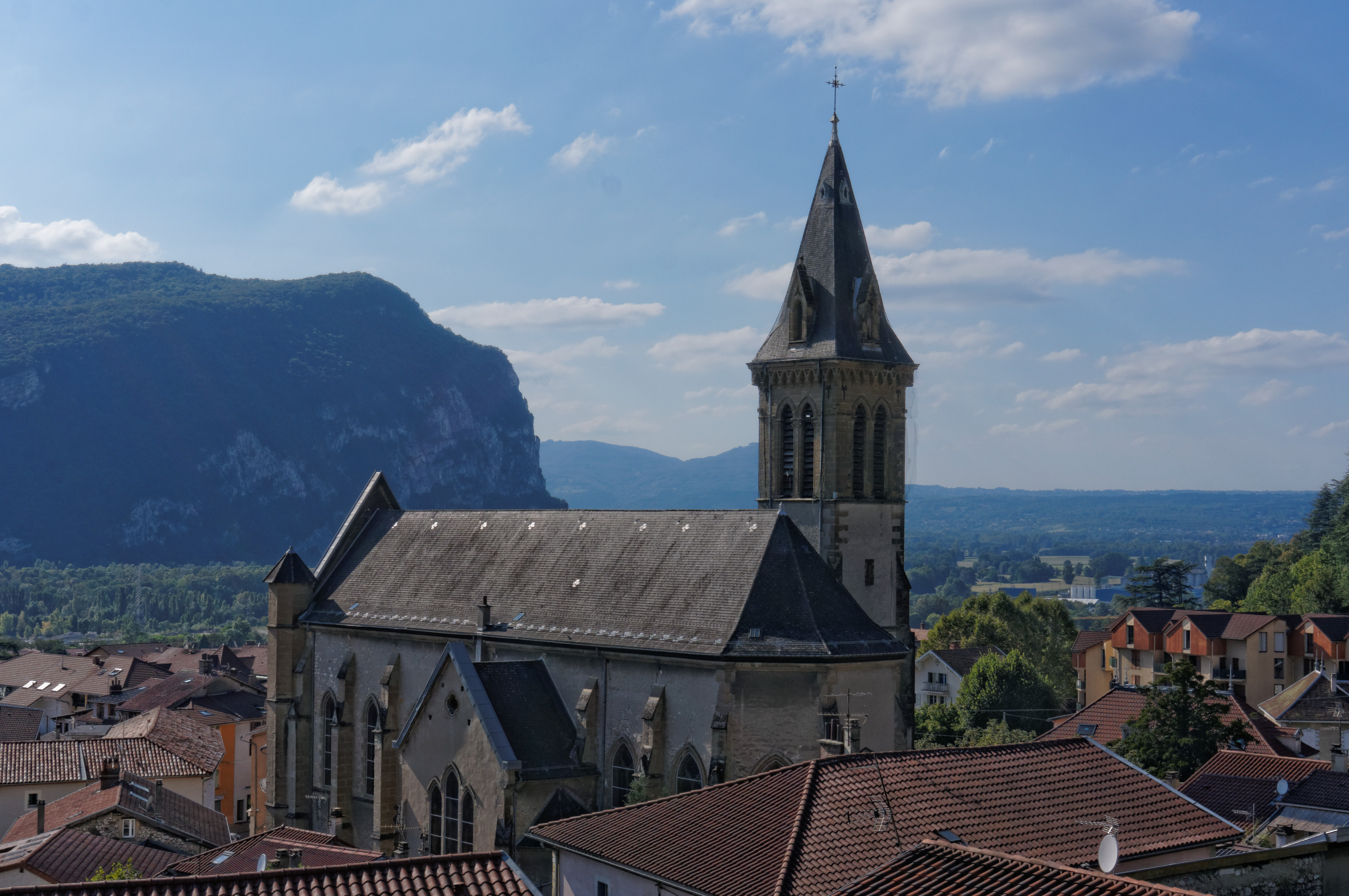
Nouvelle église Saint-Didier.

construite au XIXe siècle pour remplacer l'église romane de l'ancien prieuré, trop exiguë et excentrée, la nouvelle église fut bâtie sur l'emplacement d'un îlot de maisons. Entre 1870 et 1880, le peintre Alexandre Debelle, natif de Voreppe, offrit à l'église une décoration de peintures murales et les cartons des vitraux.
- Église Saint-Vincent

située au hameau de Chevalon, cette église a été construite entre et 1844 1874. Elle abrite deux tableaux notables, l'un a été créé par le peintre local Alexandre Debelle, l'autre par le peintre toulousain Pierre Andrieu.
- Autres monuments :

Vu de loin, il semble que la commune de Voreppe héberge une autre église sur son territoire, or une longue flèche est visible dix kilomètres au loin dans la vallée. Il ne s'agit pas d'un lieu de culte, mais de la chapelle implantée au milieu du Lycée professionnel privé de la Jacquinière, qui à l'origine, était un collège religieux, construit en béton armé, entre 1931 et 1934, d'architecture avant-gardiste, pour l'époque de l'entre-deux-guerres (du style art-déco).
L'ancienne chapelle de l'hospice, hébergée en 1689 dans une écurie au bon vouloir de Catherine Barde.

#### Sites archéologiques
- Le site préhistorique de la grotte de Fontabert[73].
- Le site archéologique du « trou aux loups », où ont été trouvées des vestiges bourgundes[73].
- L'abri sous roche dit « la grotte à Bibi », proche des carrières à chaux de Baltazard, déjà site préhistorique magdalénien et site de tombes gauloises fouillé par H. Müller, refuge de l'ermite et carrier Antoine Frédéric Genève dit Bibi[73],[81].

#### Monument dédié à l'Armée des Alpes

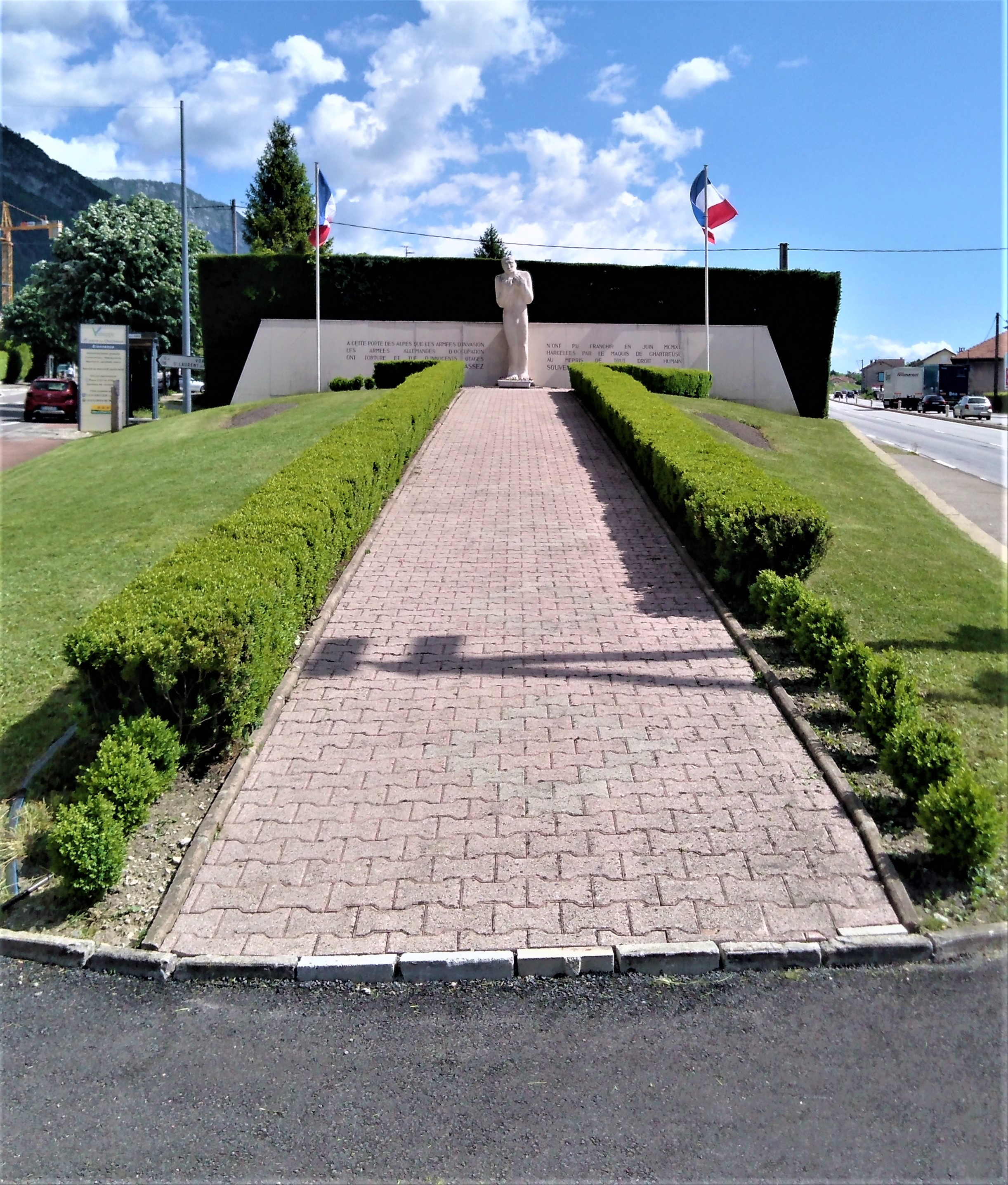
Monument dédié à l'Armée des Alpes en mai 2020

Un monument dédié à l'Armée des Alpes, au général Marchand et ses troupes, en souvenir de la bataille de Voreppe qui se déroula le 22 juin 1940 a été inauguré le 20 octobre 1946. Il est également dédié aux résistants des maquis de Chartreuse, victimes de l'armée allemande.

Ce monument en marbre blanc se situe à l'intersection (patte d'oie) de la RD 1075 et de la RD 520 E (avenue Henri-Chapays) dans le secteur de Malossane et présente cette inscription : 
«  CETTE PORTE DES ALPES QUE LES ARMEES D'INVASION N'ONT PU FRANCHIR EN JUIN MCMXL LES ARMEES ALLEMANDES D'OCCUPATION HARCELEES PAR LE MAQUIS DE CHARTREUSE ONT TORTURE ET TUE D'INNOCENTS OTAGES AU MEPRIS DE TOUT DROIT HUMAIN - VOUS QUI PASSEZ SOUVENEZ-VOUS.  »

### Patrimoine naturel
Voreppe est une des communes adhérentes du Parc naturel régional de Chartreuse et compte deux sites naturels ouverts aux visites :
- le gouffre Gondrand ancienne carrière de terre réfractaire à ciel ouvert, exploitée de 1880 à 1915[73],[83].
- la ZNIEFF des Balmes de Voreppe est une zone protégée au titre de la Loi Montagne, partagée avec la commune de La Buisse[84].

### Espaces verts et fleurissement
En mars 2017, la commune confirme le niveau « trois fleurs » au concours des villes et villages fleuris, ce label récompense le fleurissement de la commune au titre de l'année 2016.

### Langues et traditions locales

#### Historique de la langue locale

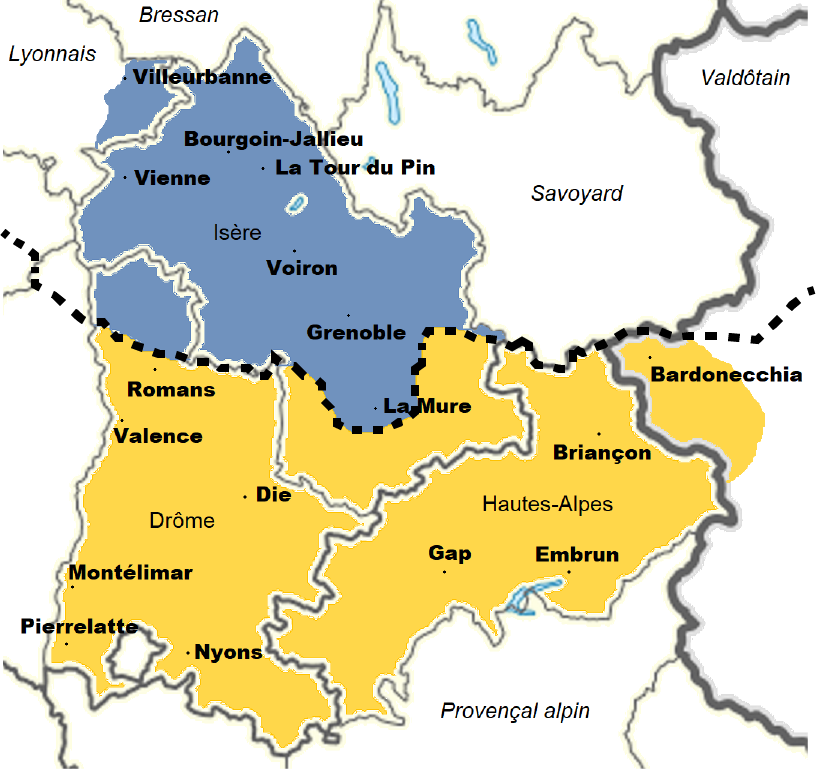
Carte linguistique du Dauphiné : Le dauphinois est un dialecte arpitan parlé dans le nord du Dauphiné. La moitié sud du Dauphiné est quant à elle du domaine linguistique de l'occitan et de son dialecte local, le vivaro-alpin.

Le territoire de Voreppe et du pays voironnais se situent dans la partie centrale du Haut Dauphiné, et donc au sud du domaine des patois dauphinois, lesquels appartiennent au domaine des langues dites francoprovençales ou arpitanes, au même titre que les patois savoyards, vaudois, Valdôtains, bressans et foréziens.
Historiquement, l'idée du terme francoprovençal, attribué à cette langue régionale parlée dans le quart centre-est de la France, différent du français, dit langue d'oil et de l'occitan, dit langue d'oc, est l'œuvre du linguiste et patriote italien Graziadio Isaia Ascoli en 1873 qui en a identifié les caractéristiques.

#### Contes locaux et légendes régionales
Il existe encore quelques ouvrages qui relatent les contes et les légendes du Dauphiné et du Grésivaudan, y compris pour les montagnes et les vallées environnantes.
Le plus connu de ceux-ci est un ouvrage notable, fruit d'une recherche importante, a été écrit par Charles Joisten (1936-1981), ancien conservateur du Musée dauphinois du conseil général de l'Isère situé à Grenoble, et qui relate, parmi les autres légendes, le bestiaire fantastique et les légendes de l'ensemble des pays dauphinois.
La légende voreppine la plus connue reste celle du « trou au loups » liée à l'existence supposée d'un grand loup blanc vivant dans une grotte et du respect mutuel entre les habitants venus se réfugier dans l'antre et la bête pour se prémunir des intempéries et au déchaînement de la rivière en crue.

### Personnalités liées à la commune

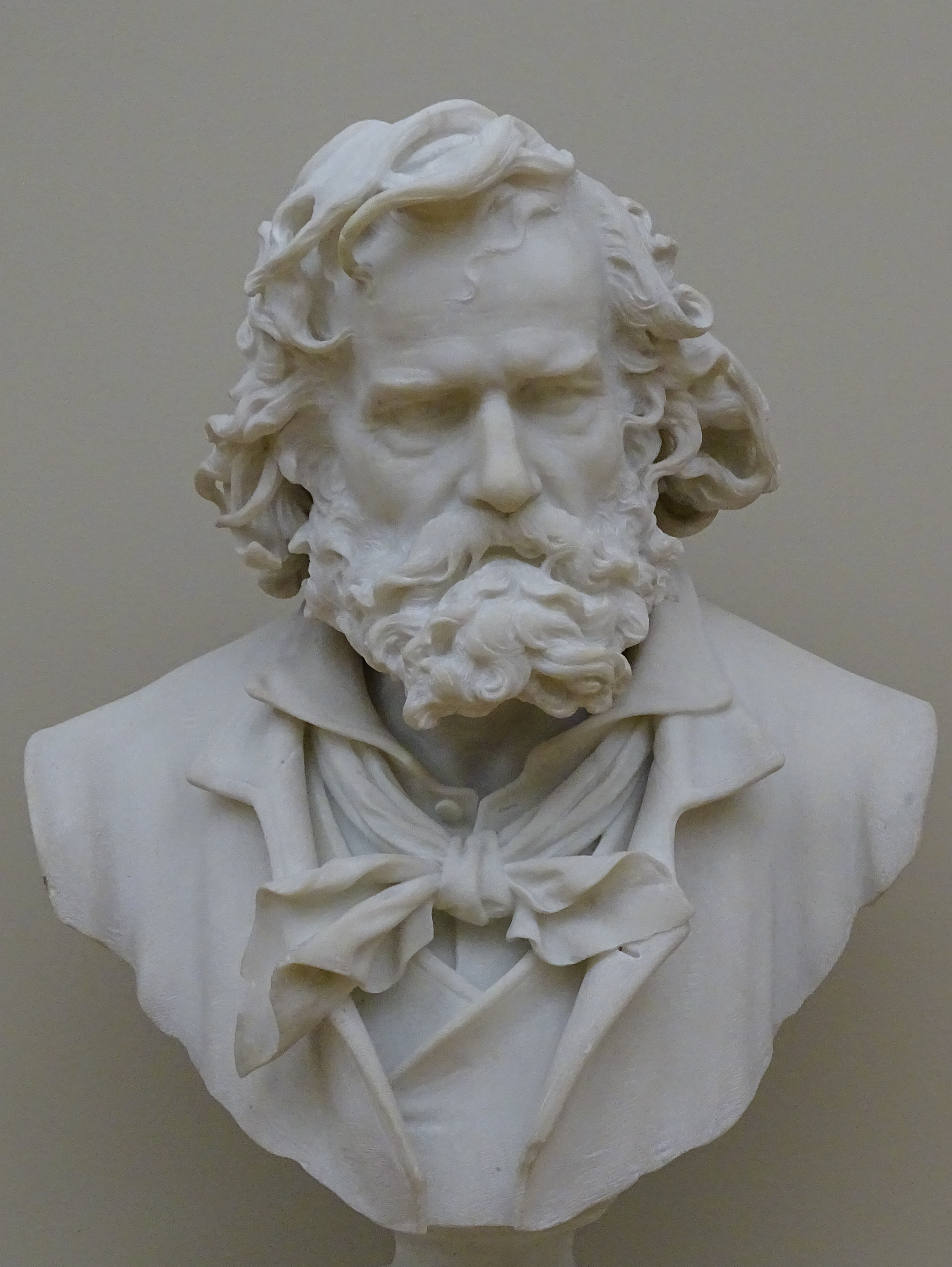
Jean Achard par Henri Ding

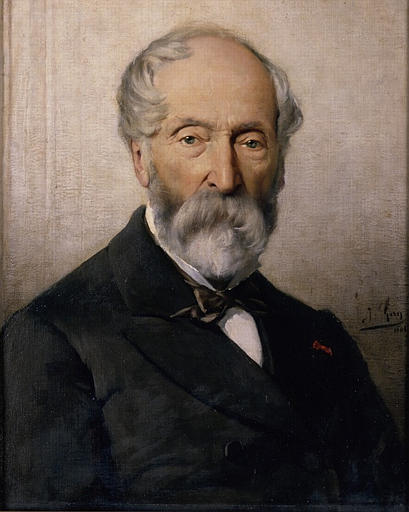
Alexandre Debelle par Jacques Gay

Voreppe est la ville natale des peintres Jean Achard (1807-1884), Alexandre Debelle (1805-1897), Jacques Louis Gay (1851-1925) et Hugues Picard (1841-1900). Le décor mural de l'église de Voreppe a été réalisé gracieusement par Debelle. La commune de Voreppe est également propriétaires des cartons préparatoires de ces peintures, cartons inscrits à l'inventaire supplémentaire des monuments historiques en 1986.
- Jean-François Joseph Debelle (1767-1802), général des armées de la République (nom gravé sous l'Arc de Triomphe).
- César Alexandre Debelle (1770-1826), général des armées de la République et de l'Empire.
- Auguste Jean-Baptiste Debelle (1781-1831), général des armées de l'Empire.
- Honoré de Balzac a séjourné à Voreppe. L'un de ses romans, Le Médecin de campagne, évoque le Docteur Rome, médecin très charitable, qui ne faisait pas payer de consultations à ses patients pauvres. Sa tombe se trouve au cimetière de Voreppe.
- L'écrivain et militaire Choderlos de Laclos vécut à Voreppe (château de Sieyes) et s'inspira des lieux pour écrire son plus célèbre roman : Les Liaisons dangereuses. L'écrivain Stendhal découvrit plus tard que Madame de Montmaur, célèbre Voreppine, fut le modèle de Madame de Merteuil dans le roman de Choderlos de Laclos.
- René de Chateaubriand y fait un séjour avec son épouse en 1804 avant de visiter la Grande Chartreuse (Mémoires d'Outre-Tombe)
- On raconte que Stendhal venait à Voreppe (au Chevalon, où son grand-père Gagnon possédait un domaine) pour faire le vin de noix de la Saint-Jean, et que Berlioz venait au château Saint-Vincent (aujourd'hui chambres d'hôtes) pour y voir sa cousine.
- Igor Stravinsky, musicien russe, vécut de 1931 à 1933 en tant qu'invité dans la villa de La Veronnière (ou Vironnière, cité dans Chronique de ma vie par Igor Stravinsky). Aujourd'hui, cette villa est devenue la Médiathèque Stravinsky.
- Philippe Henri Joseph d'Anselme, né à Voreppe en 1864, général de division, s'est illustré durant la Première Guerre mondiale.
- Le cartographe et mathématicien Nicolas Auguste Tissot (1824-1907) a pris sa retraite dans la commune où il a fini sa vie.
- Le chanteur Michel Fugain a vécu une partie de sa jeunesse à Voreppe avec ses parents (son père Pierre Fugain y fut médecin).
- Le compositeur et pianiste Karim Maurice a grandi à Voreppe, fréquentant notamment le collège André Malraux.
- Jacques Louis Gay nait à Voreppe en 1851 -  après l'École des Beaux Arts à Paris, expose au Salon de 1878 à 1902 -  il décède à Grenoble en 1925

La ville a décidé en janvier 2021 d'attribuer le nom de Samuel Paty à la place située en face du collège.

### Héraldique
| Blason de Voreppe | Blason  | Écartelé : aux 1er et 4e d'or au loup ravissant d'azur, armé et lampassé de gueules, aux 2e et 3e d'or au monde d'azur, cintré et croiseté du champ, surmonté de sept étoiles d'azur ordonnées en demi-cercle ; sur le tout d'or au dauphin d'azur, barbé, crêté, oreillé, peautré et lorré de gueules. Ornements extérieursCroix de guerre 1939-1945 |
| Blason de Voreppe | Détails | Le statut officiel du blason reste à déterminer. |
| Blason de Voreppe | Alias   | Coupé crénelé : au 1er d'or au dauphin d'azur, barbé, crêté, oreillé, peautré et lorré de gueules, au 2d d'azur au pont d'or d'une seule arche, en dos d'âne, isolé et maçonné de sable. |